# Cannabis (psicotrópico)
Cannabis (aportuguesado como cânabis ou canábis), também conhecida por vários nomes populares, refere-se a várias drogas psicoativas e medicamentos derivados de plantas do gênero Cannabis. Farmacologicamente, o principal constituinte psicoativo desse tipo de planta é o tetrahidrocanabinol (THC), um dos 400 compostos da planta, incluindo outros canabinoides, como o canabidiol (CBD), canabinol (CBN) e tetrahidrocanabivarin (THCV).
A forma herbácea da droga consiste de flores e folhas maduras que subtendem das plantas pistiladas femininas. A forma resinosa, conhecida como haxixe, consiste fundamentalmente de tricomas glandulares coletados do mesmo material vegetal. A cannabis é frequentemente consumida por seus efeitos psicoativos e fisiológicos que podem incluir bom humor, euforia, relaxamento e aumento do apetite. Entre os efeitos colaterais indesejados estão a diminuição da memória de curto prazo, boca seca, dificuldade motora, vermelhidão dos olhos e sentimentos de paranoia ou ansiedade.
O consumo humano da cannabis teve início no terceiro milênio a.C. e seu uso atual é voltado para recreação ou como medicamento, além de também ser usada como parte de rituais religiosos ou espirituais. A Organização das Nações Unidas (ONU) estima que cerca de quatro por cento da população mundial (162 milhões de pessoas) usam cannabis pelo menos uma vez ao ano e cerca de 0,6 por cento (22,5 milhões) consomem-na diariamente.
A posse, o uso ou a venda da cannabis começou a se tornar ilegal no início do século XX em diversos países ocidentais, principalmente nos Estados Unidos. A proibição do consumo da erva se tornou global após a Convenção Internacional do Ópio, assinada em 1912 na cidade de Haia, quando diversas nações decidiram proibir o comércio mundial do "cânhamo indiano". Desde então, as leis que regulamentam a proibição da planta se intensificaram ao redor do mundo. Na últimas décadas, no entanto, surgiram diversos movimentos pela legalização da cannabis, enquanto alguns países e regiões passaram a permitir o uso do psicoativo sob certas circunstâncias, como foi o caso dos Países Baixos. Em 10 de dezembro de 2013, o Uruguai se tornou o primeiro país do mundo a legalizar o cultivo, a venda e o consumo da cannabis.

## Etimologia
"Maconha" provém do termo quimbundo ma'kaña. "Liamba" provém do termo quimbundo liamba. "Cânhamo" provém do termo castelhano cáñamo.

## História

Caractere chinês usado para se referir ao cânhamo (麻 ou má). O cultivo da cannabis data de pelos menos 10 mil anos atrás em Taiwan.

A Cannabis é uma espécie nativa da Ásia Central e Meridional. Os asiáticos cultivaram cannabis a partir de pelo menos 6.000 anos atrás, mas apenas para consumir as sementes oleosas das plantas e fazer roupas e cordas de fibras de cannabis. Evidências da inalação de fumaça de cannabis são encontradas desde o terceiro milênio a.C., como indicado por sementes carbonizadas de cannabis encontradas em um braseiro usado em rituais em um antigo cemitério na atual Romênia. Fumar maconha em cerimônias do lado da sepultura era provavelmente parte do processo de enterro. Em 2003, uma cesta de couro cheia de fragmentos de folhas e sementes de cannabis foi encontrada ao lado do corpo mumificado de um xamã de 2500-2800 anos de idade em Xinjiang, no noroeste da China.
A planta também é conhecida por ter sido usada pelos antigos hindus da Índia e do Nepal há milhares de anos. A erva era chamada ganjika em sânscrito (गांजा, ganja nas modernas línguas indo-arianas). A antiga droga conhecida como soma e mencionada nos Vedas, foi por vezes associada à cannabis.
A cannabis também era conhecida pelos antigos assírios, que descobriram as suas propriedades psicoativas por intermédio dos povos arianos. Ao usá-la em algumas cerimônias religiosas, eles a chamavam de qunubu (que significa "caminho para a produção de fumo"), provável origem da palavra moderna "cannabis". A planta também foi introduzida pelos arianos aos povos citas, trácios e dácios, cujos xamãs (que eram conhecidos como kapnobatai — "aqueles que andam no fumo/nuvens") queimavam flores de cannabis para alcançar um estado de transe.

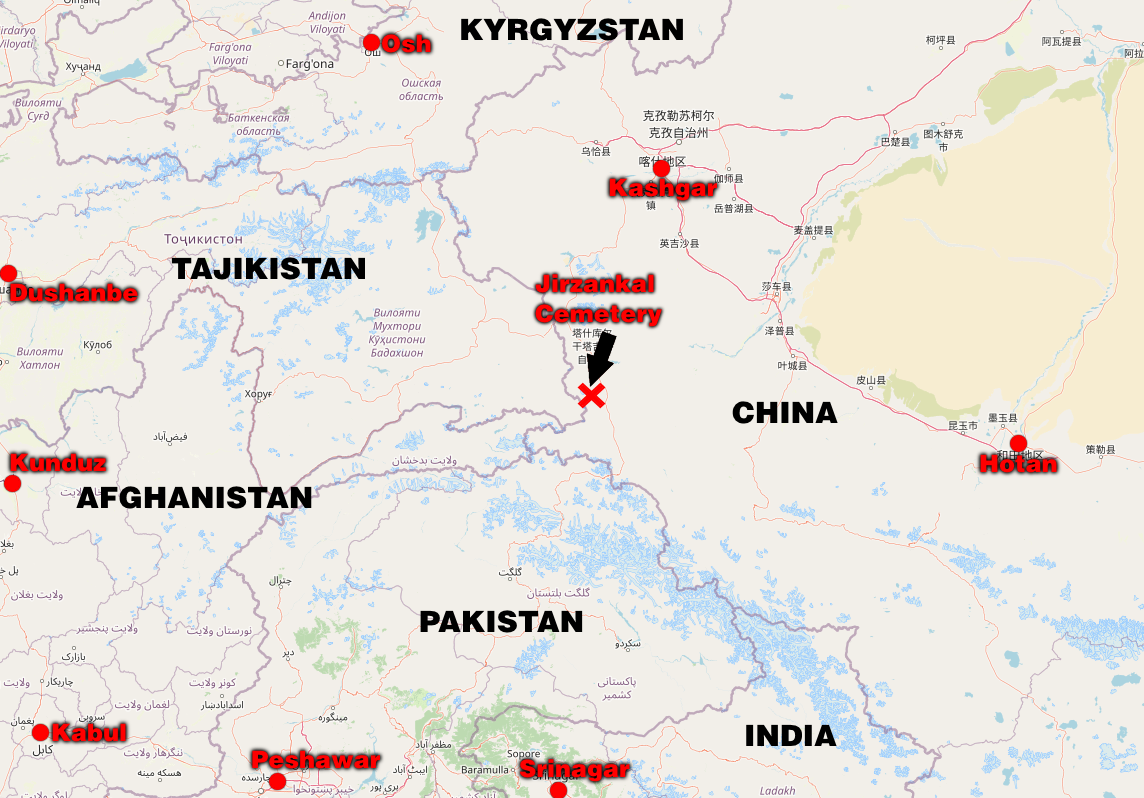
Mapa atual do cemitério de Jirzankal (China), local das primeiras evidências do fumo de maconha

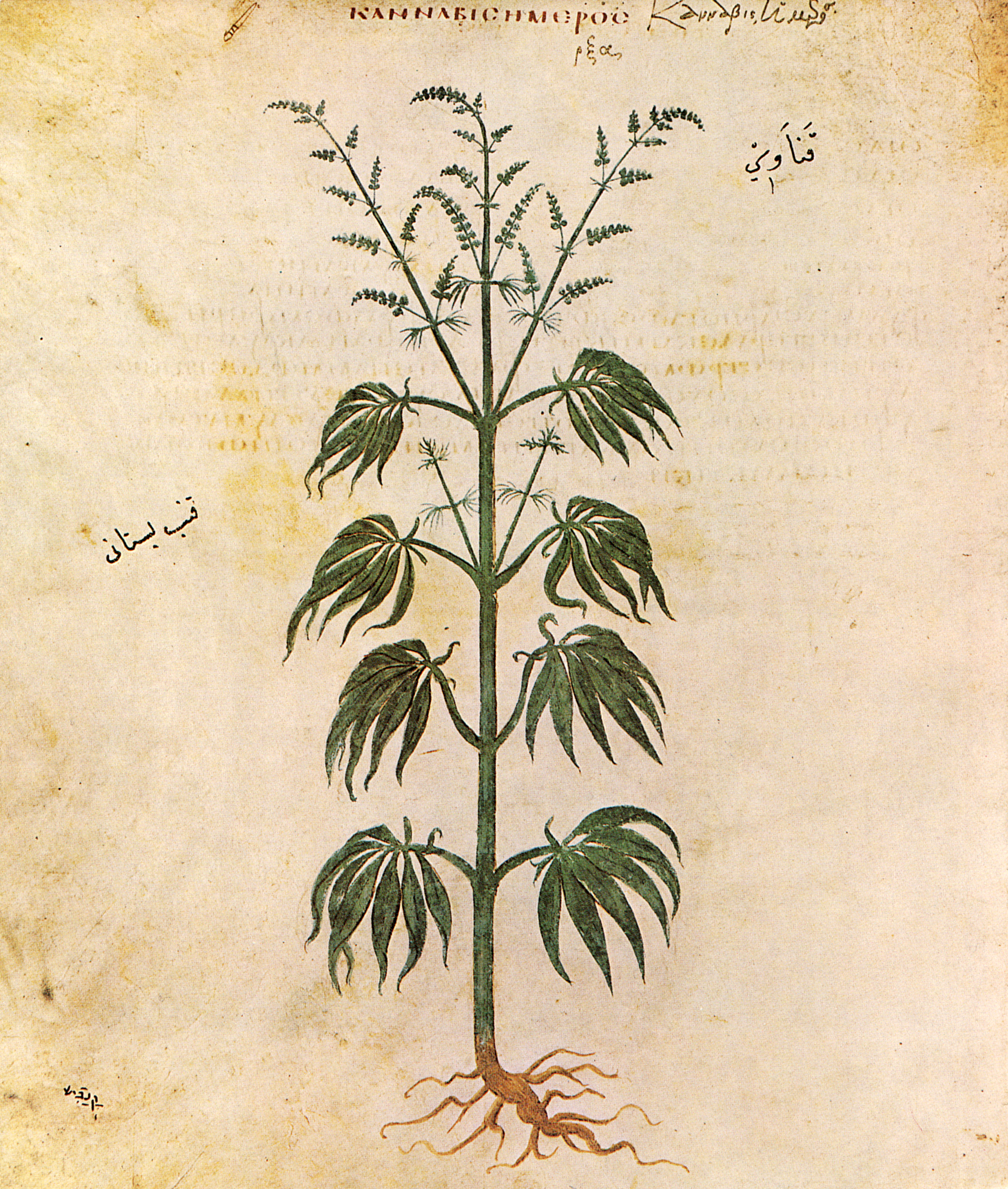
Cannabis sativa por Dioscórides, edição de Vienna,

A primeira evidência de fumar cannabis foi encontrada em 2019 em um cemitério chamado Jirzankal, no oeste da China.
A cannabis tem uma antiga história de uso ritual e é encontrada em cultos farmacológicos em todo o planeta. Sementes de cânhamo descobertas por arqueólogos em Pazyryk (um conjunto de tumbas encontradas nas Montanhas Altai, na Sibéria) sugerem que práticas cerimoniais antigas, como comer sementes, foram usadas pelos citas e ocorreram durante os séculos quinto e segundo a.C., confirmando relatos históricos anteriores feitos por Heródoto. O escritor Chris Bennet afirma que a cannabis era usada como um sacramento religioso por judeus antigos e pelos primeiros cristãos, devido à semelhança entre a palavra hebraica "qannabbos" ("cannabis") e a frase hebraica "qené bosem" ("cana aromática"). A erva também foi usada por muçulmanos de várias ordens sufistas no período mameluco, como, por exemplo, os qalandars.
Um estudo publicado no jornal sul-africano Journal of Science indicou que "cachimbos desenterrados do jardim da casa de Shakespeare, em Stratford-upon-Avon, na Inglaterra, contêm vestígios de cannabis". A análise química foi realizada depois que os pesquisadores cogitaram a hipótese de que a "notável erva", mencionada no Soneto 76, e a "viagem na minha cabeça", do Soneto 27, poderiam ser referências à cannabis e ao seu uso. Exemplos da literatura clássica que mencionam a cannabis incluem Les paradis artificiels, de Charles Baudelaire, e O Comedor de Haxixe, de Fitz Hugh Ludlow.

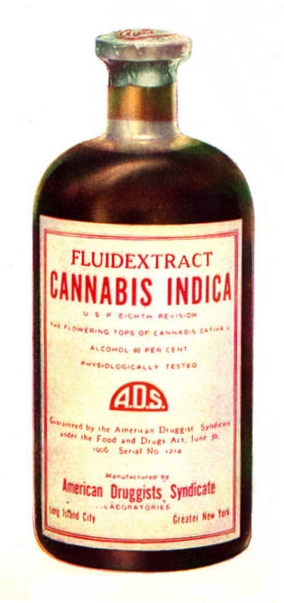
Fluido de extrato de cannabis indica (Sindicato dos Droguistas Americanos, pré-1937)

John Gregory Bourke, um capitão do Exército dos Estados Unidos, descreveu o uso de "mariguan", que ele identifica como Cannabis indica ou cânhamo indiano, por residentes mexicanos da região do Rio Grande, no Texas, em 1894. Ele relatou o uso da planta para o tratamento de asma, para afastar bruxas e como um filtro amoroso. Ele também escreveu que muitos mexicanos acrescentavam a erva em seus cigarritos ou mescal, muitas vezes comendo um pouco de açúcar depois, para intensificar o efeito. A cannabis era utilizada em uma mistura com toloachi (que Bourke erroneamente descreve como Datura stramonium). Bourke compara a mariguan ao haxixe, que ele chamava de "uma das maiores maldições do Oriente", citando relatos de usuários que "se tornam maníacos e estavam aptos a cometer todos os tipos de atos de violência e assassinato", causando a degeneração do corpo e uma aparência idiótica, além de ter mencionado leis contra a venda de haxixe "na maioria dos países do Oriente".

### Criminalização

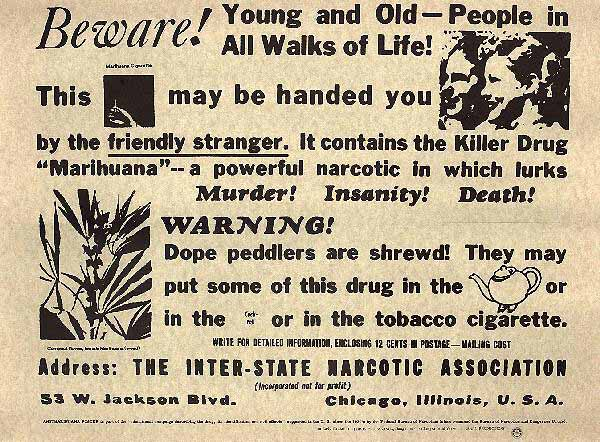
Propaganda norte-americana anticannabis de 1935

A cannabis começou a ser criminalizada em vários países no início do século XX. Nos Estados Unidos, as primeiras restrições à venda da planta surgiram em 1906 (no Distrito de Colúmbia). Ela foi proibida na África do Sul em 1911, na Jamaica (então uma colônia britânica) em 1913, e no Reino Unido, na Nova Zelândia e no Brasil na década de 1920. Em 1912, um acordo foi feito em uma conferência internacional em Haia, durante a Convenção Internacional do Ópio, que proibiu a exportação do "cânhamo indiano" para os países que haviam proibido o seu uso e que exigiu que os países importadores emitissem certificados aprovando a importação e afirmando que a transferência era necessária "exclusivamente para fins médicos ou científicos". Foi também posto como necessário que as partes "exercessem um controle efetivo de tal natureza a impedir o tráfico internacional ilícito do cânhamo indiano e, especialmente, de sua resina".
Nos Estados Unidos, em 1937, o Marihuana Tax Act foi aprovado e proibiu a produção de cânhamo, além da cannabis. As razões para o cânhamo também ter sido incluído na proibição são disputadas, mas vários estudiosos têm afirmado que a lei foi aprovada com o objetivo de destruir a indústria do cânhamo nos Estados Unidos, graças ao envolvimento de empresários como Andrew Mellon, Randolph Hearst e da família Du Pont. Com a invenção do decorticador, o cânhamo tornou-se um substituto muito barato para a polpa de celulose que era usada pela indústria de jornais e Hearst, consequentemente, acreditava que os seus grandes cultivos de madeira estavam em perigo. Mellon, o então Secretário do Tesouro dos Estados Unidos e o homem mais rico do país naquela época, tinha investido enormes quantias na nova fibra sintética da DuPont, o nylon, e acreditava que a substituição do seu recurso tradicional, o cânhamo, era essencial para o sucesso do novo produto.
No Brasil, a primeira lei de controle de entorpecentes, o Decreto 4294 de 6 de julho de 1921, que penalizava a venda de cocaína, ópio, morfina e derivados, não fazia nenhuma referência à maconha. O Decreto 20.930 de 11 de janeiro de 1932 passou a incluir a "cannabis indica" na lista de substâncias tóxicas e proibia "fabricar, importar, exportar, reexportar, vender, trocar, ceder, expor ou ter para um desses fins" substâncias tóxicas entorpecentes sem "licença especial da autoridade sanitária competente, em conformidade com os dispositivos deste decreto" (pena: 1 a 5 anos de prisão). O usuário não era criminalizado e a proibição não era absoluta. O terceiro passo na proibição foi o Decreto-Lei 891 de 25 de novembro de 1938, "Lei de Fiscalização de Entorpecentes", que proibiu o "plantio, a cultura, a colheita e a exploração" em território nacional da "Cannabis sativa" e sua variedade "indica", exceto "para fins terapêuticos", "desde que haja parecer favorável da Comissão Nacional de Fiscalização do Entorpecentes". A proibição ainda não era absoluta e o usuário continuava não sendo criminalizado, mas a proibição do plantio foi um divisor de águas na legislação antimaconha. Em 1940 o novo Código Penal, em vigor até hoje, passou a criminalizar o tráfico de drogas no artigo 281. Em 4 de novembro de 1964, primeiro ano do regime militar, o artigo 281 passou a criminalizar também a posse: "Plantar, importar ou exportar, vender ou expor à venda, fornecer, ainda que a título gratuito, transportar, trazer consigo, ter em depósito, guardar, ministrar ou, de qualquer maneira, entregar a consumo, substância entorpecente, sem autorização ou em desacordo com determinação legal ou regulamentar: Pena — reclusão, de um a cinco anos, e multa de dois a dez mil cruzeiros.
O "Relatório Mundial sobre Drogas" de 2012, elaborado pelas Nações Unidas, afirmou que a cannabis "foi a droga mais amplamente produzida, traficada e consumida no mundo em 2010", identificando que entre 119 milhões e 224 milhões de usuários adultos existiam no planeta (população com dezoito anos ou mais).

## Efeitos

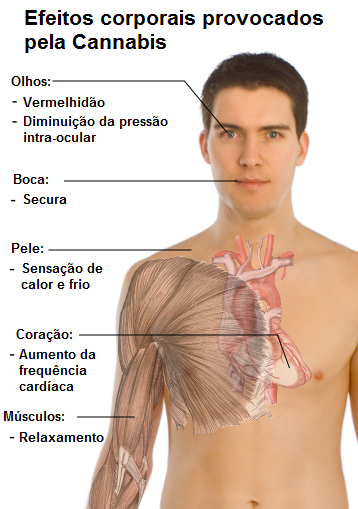
Ilustração dos principais efeitos causados pelo uso da canábis

A cannabis causa alguns efeitos psicoativos e fisiológicos quando é consumida. Entre os efeitos imediatos do consumo de cannabis estão o relaxamento e a leve euforia, enquanto alguns efeitos colaterais indesejáveis imediatos incluem uma diminuição passageira na memória de curto prazo, boca seca, habilidades motoras levemente debilitadas e vermelhidão dos olhos. Além de uma subjetiva mudança na percepção e, sobretudo, no humor, os efeitos físicos e neurológicos de curto prazo mais comuns incluem aumento da frequência cardíaca e do apetite, além da diminuição da memória de curto prazo, da memória de trabalho, da coordenação psicomotora e da concentração. Efeitos a longo prazo são menos óbvios. Nos seres humanos, além de danos respiratórios quando fumada, poucos efeitos nocivos sobre a saúde foram documentados pelo uso crônico de cannabis.
Dr. Jack E. Henningfield, do National Institute on Drug Abuse (NIDA), classificou a dependência relativa de seis substâncias diferentes (cannabis, cafeína, cocaína, álcool, heroína e nicotina) durante um estudo. A cannabis foi considerada a menos viciante, sendo a cafeína a segunda menos viciante. A nicotina foi classificada como a substância que causa maior dependência entre as avaliadas.

### Classificação psicoativa
Embora muitas drogas psicoativas enquadrem-se claramente na categoria de estimulante, sedativo ou alucinógeno, a cannabis apresenta uma mistura de todas essas propriedades, talvez inclinando-se mais para características alucinógenas ou psicodélicas, embora com outros efeitos bastante pronunciados. O THC é tipicamente considerado o principal componente ativo da planta cannabis, apesar de vários estudos científicos sugerirem que outros canabinoides, como o CDB, também podem desempenhar um papel significativo em seus efeitos psicoativos.

### Uso medicinal
A cannabis para uso medicinal tem vários efeitos benéficos bem documentados. Entre eles estão: melhora de náuseas e vômitos; estimulação do apetite entre pacientes que usam tratamentos quimioterápicos e em doentes com AIDS, diminuição da pressão intra-ocular (o que demonstrou-se eficaz no tratamento de glaucoma), além de efeitos analgésicos gerais.

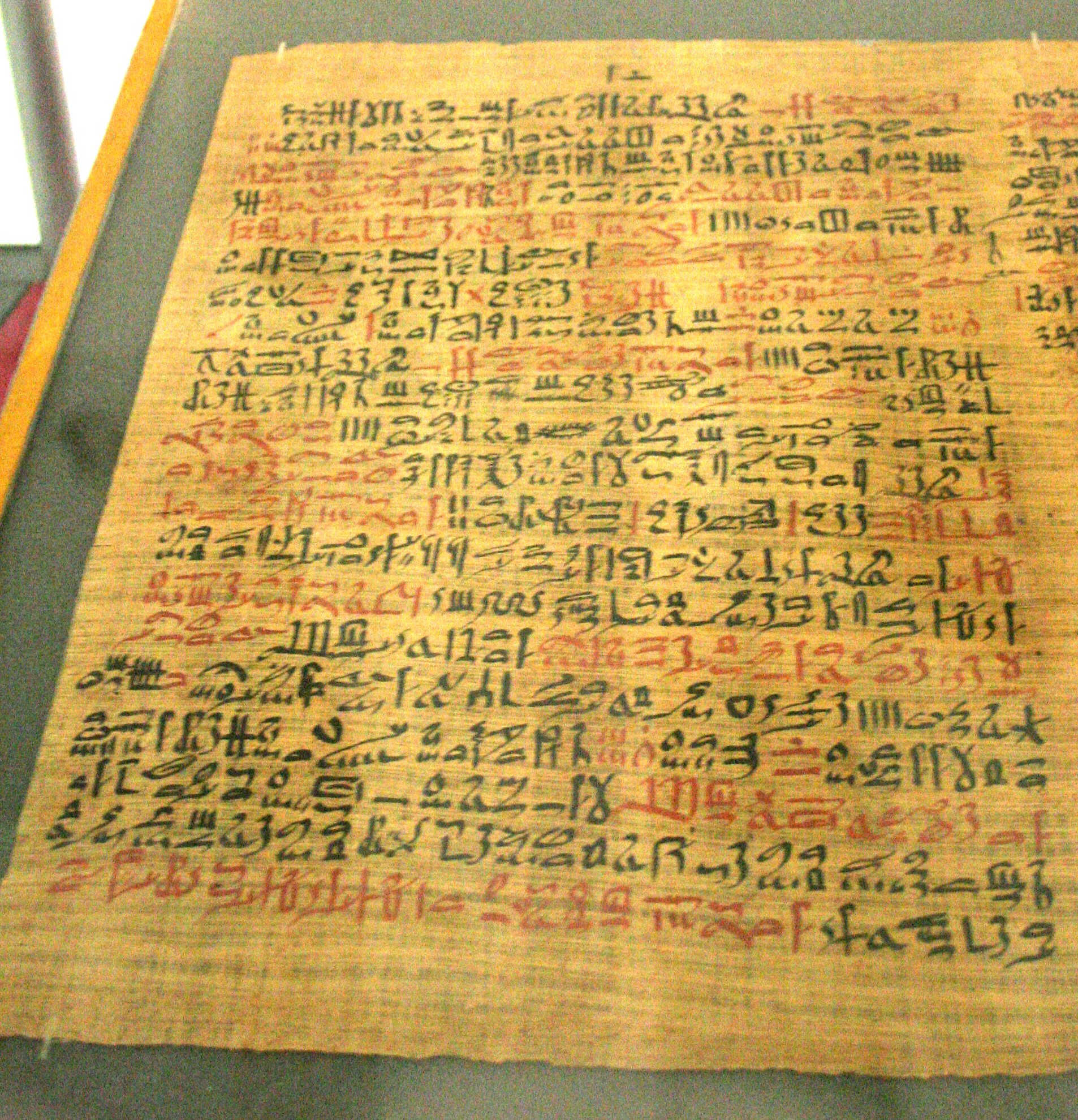
O Papiro Ebers, do Antigo Egito, com uma prescrição de cannabis medicinal aplicada diretamente para casos de inflamação

Estudos individuais menos confirmados também foram realizados indicando que a cannabis pode ser benéfica para uma grande variedade de doenças, da esclerose múltipla à depressão. Canabinoides sintetizados também são vendidos como medicamentos prescritos, incluindo o marinol (dronabinol nos Estados Unidos e na Alemanha) e o cesamet (nabilone no Canadá, México, Estados Unidos e Reino Unido). Atualmente, no entanto, a Food and Drug Administration (FDA), dos Estados Unidos, não aprova o fumo de cannabis para qualquer condição ou doença, em grande parte porque a FDA afirma que ainda faltam evidências científicas de qualidade que comprovem que a utilização da planta é eficaz. Outras instituições, como a American Society of Addiction Medicine, argumentam que não existe "cannabis medicinal", porque as partes em questão da planta não cumprem os requisitos das normas para medicamentos aprovados.
Estudos recentes comprovaram a eficácia do THC, principal substância da cannabis, contra as células cancerígenas. Em pesquisas com tratamento de câncer, houve indícios de que o THC possa induzir as células malsãs a um processo de autodestruição, além de pesquisas com injeções intramusculares de concentrações de D9–tetraidrocanabinol (D9–THC) retardarem a progressão da imunodeficiência em macacos infectados com SIV (variante do vírus HIV) por diminuição da carga viral.
Alguns estudos também apontam o consumo de THC como benéfico para portadores de Mal de Alzheimer. O brasileiro Dartiu Xavier da Silveira, Doutor em Psiquiatria e Psicologia Médica da Universidade Federal de São Paulo (Unifesp), foi responsável por um estudo com dependentes de crack no qual estes se dispuseram a tratar sua dependência física por meio do uso de cannabis. Ao final do tratamento, 68% dos pacientes abandonaram o uso de crack, e posteriormente também cessaram o uso de cannabis. O estudo foi publicado na conceituada revista científica norte-americana Journal of Psychoactive Drugs, em 1999. No entanto, críticos da pesquisa questionam o número baixo de usuários avaliados pelo experimento, além do fato de os dependentes terem sido acompanhado por pouco tempo e de que as condições sócio-econômicas deles não foram consideradas, o que torna difícil dizer que a cannabis foi a responsável pela melhora na dependência do crack.
Dezoito estados dos Estados Unidos, além do Distrito de Colúmbia, já legalizaram a cannabis para uso médico por meio de leis estaduais. A Suprema Corte dos Estados Unidos decidiu, durante os julgamentos United States v. Oakland Cannabis Buyers' Cooperative e Gonzales v. Raich, que é o governo federal que tem o direito de regulamentar e criminalizar a cannabis, mesmo para fins médicos e mesmo se leis estaduais a legalizarem. Países como Canadá, Espanha, Países Baixos, França, Itália, República Tcheca e a Áustria legalizaram de alguma forma a cannabis, ou o extrato contendo uma dose baixa de THC, para uso medicinal. Recentemente, o Uruguai também tem tomado medidas para legalizar e regulamentar a produção e a venda da droga.

### Outros efeitos

Especialistas em toxicodependência em psiquiatria, química, farmacologia, ciência forense, epidemiologia e serviços policiais e jurídicos envolvidos em análise delphica em relação a 20 drogas recreativas populares. A cannabis ficou em 11º lugar em dependência, 17º em danos físicos e 10º em danos sociais.

Comparação dos danos físicos e da dependência em relação a várias drogas (feita pela revista médica britânica The Lancet).

Embora os efeitos de longo prazo da cannabis tenham sido estudados, ainda há muito para ser concluído. Várias pesquisas investigaram se o uso a longo prazo de cannabis pode causar ou contribuir para o desenvolvimento de diversas doenças, tais como doença cardiovascular, transtorno bipolar, oscilações de humor ou outros distúrbios mentais. Seus efeitos sobre a inteligência, a memória, as funções respiratórias e a possível relação entre o uso de cannabis com transtornos mentais, como a esquizofrenia, a psicose, o transtorno de despersonalização e a depressão, ainda estão em discussão e não foram confirmados.
Tanto defensores quando opositores do uso da planta são capazes de invocar inúmeros estudos científicos que apoiam suas respectivas posições Por exemplo: enquanto a cannabis tem sido relacionada ao desenvolvimento de diversos transtornos mentais em alguns estudos, esses estudos são muito diferentes quanto ao fato de se é o consumo de cannabis a real causa dos problemas mentais exibidos em usuários crônicos, se esses problemas mentais são mesmo agravados pelo consumo de cannabis, ou se tanto o uso de cannabis quanto os problemas mentais são efeitos causados por algum outro fator.
Foi apontado que, conforme o consumo de cannabis aumentou nas últimas décadas, as taxas de esquizofrenia não subiram da mesma forma no mesmo período. Lester Grinspoon, professor de psiquiatria da Harvard Medical School, diz que o argumento de que a cannabis causa psicose é refutado pela falta de "um boom na incidência de esquizofrenia nos Estados Unidos depois que milhões de pessoas começaram a fumar cannabis na década de 1960". A prevalência mundial de esquizofrenia é de cerca de 1% em adultos e a quantidade de pessoas que consomem cannabis em qualquer país parece não ter tido qualquer efeito sobre essa taxa.
Um estudo médico feito pelo Medical Research Council, de Londres, e publicado em 2009 concluiu que usuários de cannabis recreativa não liberam quantidades significativas de dopamina em uma dose oral de THC equivalente a um cigarro de cannabis padrão e que, portanto, o uso de cannabis poderia deixá-los vulneráveis à psicose.
Os efeitos positivos do fármaco também foram observados. Por exemplo, em um estudo de 2009 pesquisadores descobriram que, em comparação com aqueles que não a fumavam, fumantes de cannabis de longo prazo tinham cerca de 62% menos chances de desenvolver câncer na cabeça e no pescoço.
Uma revisão feita em 2014 por Wayne Hall, professor do King's College London e conselheiro sobre vício da Organização Mundial da Saúde (OMS), analisou os estudos feitos sobre cannabis desde 1993 e identificou que a planta vicia significativamente menos do que o álcool e a nicotina. Um em cada dez usuários contumazes podem ficar dependentes, mas a proporção aumenta para um em cada seis em pessoas que usam a erva desde a adolescência. A revisão também constatou que aqueles que fazem uso regular de cannabis têm duas vezes mais riscos de desenvolver transtornos psicóticos, especialmente têm um histórico pessoal ou familiar de doenças psicóticas e se começarem a usar cannabis na pré-adolescência. Contudo, o professor Hall afirma que alguns autores dos estudos revisados admitem não poder estabelecer uma relação direta de causa e efeito nessa questão.

#### Desenvolvimento cerebral de adolescentes
Um estudo de 35 anos de duração com um grupo de pessoas, publicado em agosto de 2012 em Proceedings of the National Academy of Sciences e financiado em parte pelo National Institute on Drug Abuse (NIDA) e pelos Institutos Nacionais da Saúde (NIH), relatou uma associação entre o uso de cannabis a longo prazo e um declínio neuropsicológico. O estudo descobriu que o uso persistente e dependente de cannabis antes dos 18 anos de idade estava associado a danos permanentes à inteligência, atenção e memória de uma pessoa e sugeriu danos neurológicos causados pela cannabis em jovens. Interromper o uso de cannabis não pareceu reverter os danos cerebrais. No entanto, as pessoas que começaram a usar cannabis após os 18 anos de idade não mostraram declínios neuropsicológicos semelhantes àqueles observados em pessoas que começaram a usar a cannabis antes dessa idade.
No entanto, os resultados do estudo de 2012 foram questionados quando uma nova análise publicada em janeiro de 2013 na mesma revista científica por pesquisadores do Ragnar Frisch Center for Economic Research, de Oslo, notou outras diferenças entre o grupo de estudo, como nível educacional, ocupação e outros fatores socioeconômicos, que mostraram o mesmo efeito sobre o QI que o causado pelo uso de cannabis. O resumo do estudo diz: "a pesquisa existente sugere um modelo alternativo baseado na variável de tempo dos efeitos do nível socioeconômico no QI. A simulação do modelo reproduz as associações relatadas no estudo de agosto 2012, sugerindo que os efeitos causais estimados por Meier et al. são susceptíveis de terem sido sobrestimados e que o efeito real pode ser zero." Os pesquisadores apontaram outros três estudos que demonstraram que a cannabis não causa declínio no QI. Esses estudos mostraram que fumantes crônicos tiveram reduções claras no QI, mas que elas não eram permanentes.
Um artigo de julho de 2012, divulgado na publicação Brain, da Oxford University Press, relatou deficiência na neuro-conectividade de algumas regiões do cérebro após o uso prolongado e pesado de cannabis iniciado na adolescência ou na idade adulta jovem.
Um estudo de 2012 conduzido por pesquisadores da Universidade da Califórnia em San Diego não mostrou efeitos deletérios sobre o cérebro de adolescentes causados pelo uso da cannabis. Os pesquisadores analisaram neuroimagiologias antes e depois de indivíduos entre 16 e 20 anos de idade que consumiam álcool e comparou-as com indivíduos da mesma idade que usaram cannabis em seu lugar. O estudo analisou 92 pessoas e foi conduzido durante um período de dezoito meses. Embora o uso de álcool por adolescentes tenha resultado em uma redução observável de substância branca no cérebro e na saúde do tecido, o uso da cannabis não foi associado a qualquer dano estrutural. O estudo não mediu o desempenho cognitivo dos indivíduos que participaram da pesquisa. A publicação foi feita no jornal Alcoholism: Clinical and Experimental Research.

#### Teoria da "porta de entrada"
Desde a década de 1950, as políticas de drogas nos Estados Unidos têm sido guiadas pela suposição de que experimentar cannabis aumenta a probabilidade de que os usuários acabarão por usar drogas mais "pesadas". Esta hipótese tem sido um dos pilares centrais da política de drogas anticannabis nos Estados Unidos, embora a validade e as implicações desta hipótese sejam muito debatidas. Estudos têm demonstrado que o tabagismo é um preditor maior para o uso de drogas ilícitas pesadas do que fumar cannabis.

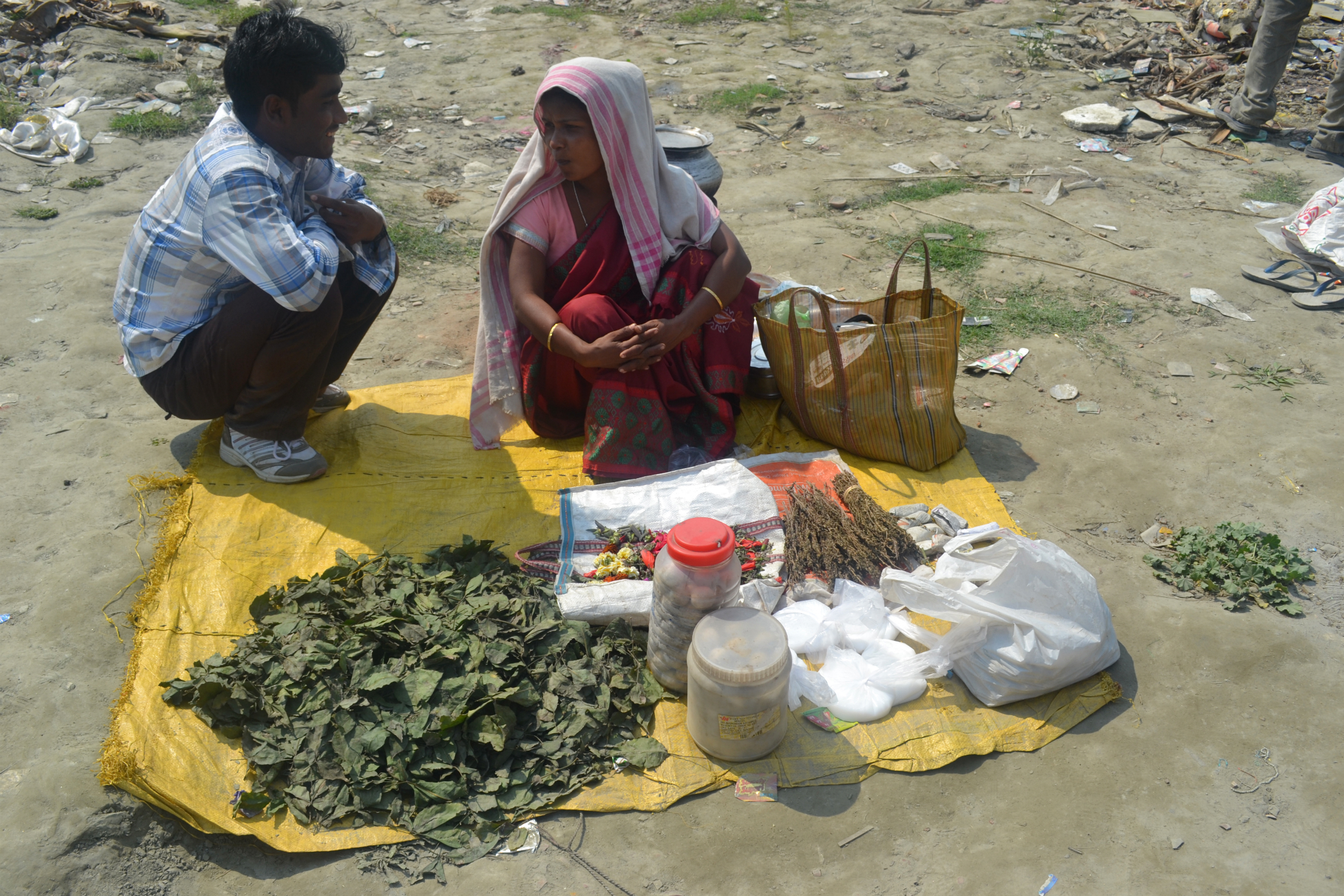
Mulher vendendo cannabis e bhang em Guwahati, Assam, Índia

Nenhum estudo amplamente aceito jamais demonstrou uma relação de causa e efeito entre o uso de cannabis e o uso posterior de drogas mais pesadas, como a heroína e a cocaína. No entanto, a prevalência da publicidade de cigarros de tabaco e a prática de misturar tabaco e cannabis juntos em um único baseado, prática comum na Europa, são considerados fatores auxiliares na promoção da dependência de nicotina entre os jovens que usam cannabis.
Uma grande revisão literária sobre a hipótese de a cannabis ser uma "porta de entrada" para outras drogas, feita em 2005, descobriu que características preexistentes podem predispor os usuários à dependência em geral, que a disponibilidade de múltiplas drogas em uma determinada configuração confunde os padrões preditivos em seu uso e que as sub-culturas de drogas são mais influentes do que a da própria cannabis. O estudo pediu por mais pesquisas sobre "o contexto social, as características individuais e os efeitos da droga" para descobrir as relações reais entre a cannabis e o uso de outras drogas.
Alguns estudos afirmam que, enquanto não há nenhuma prova para a "teoria da porta de entrada" [en], jovens consumidores de cannabis ainda devem ser considerados como um grupo de risco para programas de intervenção. Outras conclusões indicam que os usuários de drogas pesadas tendem a ser usuários de vários tipos diferentes de substâncias e que as intervenções devem abordar o uso de múltiplas drogas em vez de uma única droga pesada.
Outra hipótese é que o efeito de "porta de entrada" pode ser detectado como resultado dos fatores "comuns" envolvidos com o uso de qualquer droga ilegal. Por ser considerada ilegal, os consumidores de cannabis estão mais propensos a estar em situações que lhes permitam conhecer pessoas que usam e/ou vendem outras drogas ilegais. Com este argumento, alguns estudos têm demonstrado que o álcool e o tabaco podem ser considerados como "drogas de entrada". No entanto, uma explicação mais parcimoniosa pode ser que a cannabis é simplesmente uma droga mais prontamente disponível do que outras substâncias ilegais mais pesadas, enquanto o álcool e o tabaco são mais fáceis de se obter antes do que a cannabis (porém o inverso também pode ser verdadeiro em algumas regiões), levando assim ao "efeito porta de entrada" nas pessoas que são mais propensas a experimentar qualquer droga oferecida.
Um estudo de 2008 do Instituto Karolinska sugere que ratos jovens tratados com THC receberam uma maior motivação para o uso de outras drogas (no caso do estudo, a heroína) sob condições de estresse. Outro estudo, realizado em 2010 e publicado no Journal of Health and Social Behavior, da American Sociological Association, constatou que os principais fatores para usuários se deslocarem para outras drogas foram idade, riqueza, desemprego e estresse psicológico. O estudo concluiu que não há validade para a "teoria da porta de entrada" e que o uso de drogas está mais intimamente ligado à situação de vida de uma pessoa, embora os usuários de cannabis estejam mais propensos a usar outras drogas.

#### Memória, aprendizagem e inteligência
Pesquisadores da Faculdade de Medicina da Universidade da Califórnia em San Diego não conseguiram demonstrar efeitos neurológicos substanciais e sistêmicos em relação ao uso recreativo de longo prazo de cannabis. Seus resultados foram publicados na edição de julho de 2003 do Journal of the International Neuropsychological Society. A equipe de pesquisa, liderada pelo Dr. Igor Grant, descobriu que o uso de cannabis afetou a percepção, mas não causou qualquer dano cerebral permanente. Os pesquisadores analisaram dados de 15 estudos controlados e publicados anteriormente, envolvendo 704 usuários crônicos de cannabis e 484 pessoas que não usavam a droga. Os resultados mostraram que o consumo de cannabis a longo prazo foi apenas marginalmente lesivo à memória e à aprendizagem. Outras funções, como o tempo de reação, atenção, linguagem, capacidade de raciocínio, percepção e habilidades motoras não foram afetados. Os efeitos observados sobre a memória e a aprendizagem, segundo eles, mostram que o uso de cannabis a longo prazo causa "defeitos seletivos de memória", mas que o impacto foi "de uma magnitude muito pequena".

#### Controle da obesidade
De acordo com um estudo de 2011 publicado no American Journal of Epidemiology, a ocorrência de obesidade em usuários de cannabis é menor do que a ocorrência em pessoas que não a utilizam. Os autores do estudo analisaram dados de dois estudos epidemiológicos representativos de cidadãos norte-americanos com dezoito anos de idade ou mais. As taxas de obesidade em pessoas que não usaram cannabis eram entre 22% e 25,3%. Os participantes do estudo que fumaram cannabis pelo menos três vezes por semana tinham taxas de obesidade entre 14,3% e 17,2%. A associação entre o consumo de cannabis e o menor risco de obesidade permaneceu forte depois que fatores como tabagismo, idade e sexo, o que poderia ter algum impacto sobre a obesidade, foram considerados.
A cannabis é uma droga conhecida por induzir a fome, no entanto sabe-se que dois tipos de canabinoides — o THCV e o canabidiol — têm um efeito supressor do apetite. Em testes com animais, a droga também teve impacto sobre o nível de gordura no corpo, bem como a sua resposta à insulina. Compostos de cannabis demonstraram aumentar o metabolismo de ratos, conduzindo a baixos níveis de gordura no fígado e na diminuição do colesterol. Testes em humanos estão sendo realizados para encontrar uma droga que auxilie no tratamento de doenças relacionadas à obesidade.

#### Função pulmonar
Um estudo de 2012, publicado no Journal of the American Medical Association (JAMA) e financiado pelos Institutos Nacionais da Saúde, observou uma população de mais de cinco mil homens e mulheres norte-americanos para testar se a cannabis fumada tem efeitos sobre o sistema respiratório semelhantes aos causados pelo tabaco. Os pesquisadores descobriram que "o uso ocasional, cumulativo e baixo da cannabis não foi associado a efeitos adversos na função pulmonar." Fumar em média um baseado por dia, durante sete anos, não piorou a saúde pulmonar, de acordo com o estudo.
Dr. Donald Tashkin comentou o estudo dizendo que ele confirmou os resultados de vários outros estudos mostrando "que, essencialmente, não existe uma relação significativa entre a exposição à cannabis e o comprometimento da função pulmonar." Ele observou que apesar de conter compostos nocivos semelhantes, a razão para a fumaça de cannabis não ser tão prejudicial quanto a do tabaco pode ser devido aos efeitos anti-inflamatórios do THC. "Nós não sabemos ao certo, mas uma possibilidade muito razoável é que o THC realmente interfira no desenvolvimento de doença pulmonar obstrutiva crônica", afirmou Tashkin. Em sua própria pesquisa, Tashkin inesperadamente descobriu que fumar até três baseados por dia parece não afetar a função pulmonar. "Eu acho que a conclusão é que fumar cannabis parece não ter qualquer impacto negativo sobre a função pulmonar", afirmou o pesquisador.

#### Expectativa de vida

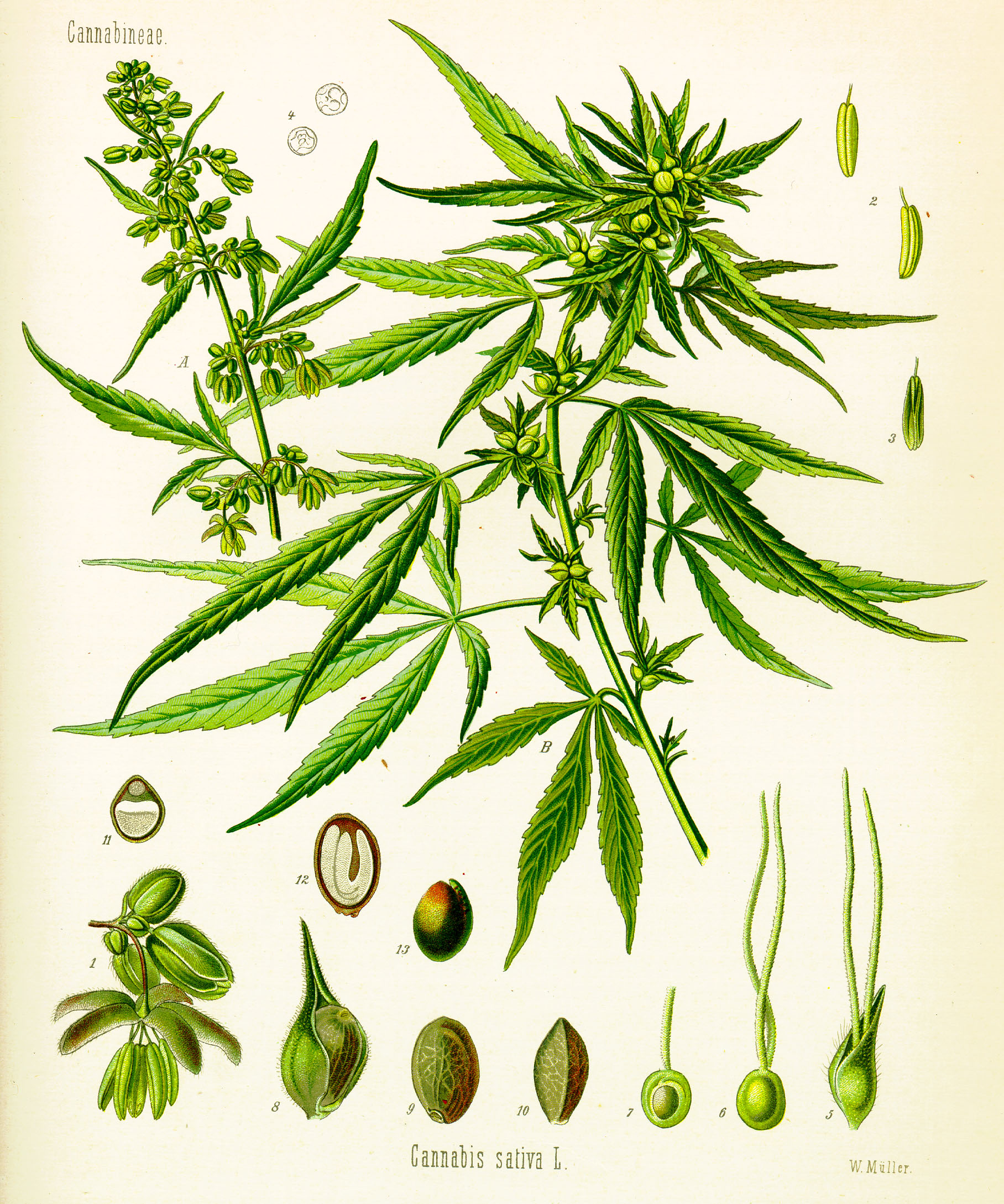
A cannabis ilustrada no livro Plantas Medicinais de Köhler, de 1897

Devido ao baixo número de estudos realizados sobre a cannabis, não há evidências suficientes para chegar a uma conclusão sobre o efeito da cannabis no risco geral de morte ou de vida da população. Não existem provas de que a cannabis tenha causado mortes, mas uma associação está atualmente sendo pesquisada. Há relatos médicos de infarto, acidente vascular cerebral ocasional e outros efeitos colaterais cardiovasculares. Efeitos cardiovasculares da cannabis não estão associados a graves problemas de saúde para os usuários mais jovens e saudáveis.
De acordo com um relatório de 2006, elaborado pelo governo do Reino Unido, o uso de cannabis é muito menos perigoso do que o uso de tabaco, medicamentos e álcool no que diz respeito a danos sociais, danos físicos e dependência psicológica. O Dr. Lester Grinspoon, da Universidade Harvard, afirmou em um editorial do jornal Los Angeles Times que a "erva de cannabis é extremamente não tóxica".
Dr. Stephen Ross, professor de psiquiatria infantil em dependência do Hospital Tish da Universidade de Nova Iorque, explica relatos de algumas mortes relacionadas com a cannabis: "mortes associadas à droga são o resultado das atividades realizadas durante o efeito da droga, tais como dirigir sob a sua influência." O Substance Abuse and Mental Health Services Administration, dos Estados Unidos, declarou no seu relatório de julho de 2001, a partir de dados do sistema Drug Abuse Warning, que: "…a cannabis raramente é a única droga envolvida em um caso de morte por abuso de drogas."
O THC, o principal constituinte psicoativo da planta cannabis, tem uma toxicidade extremamente baixa. Um estudo de 1998 publicado no The Lancet relata: "Não há casos publicados e confirmados em todo o mundo de mortes humanas a partir de envenenamento de cannabis e a dose de THC necessária para produzir 50% de mortalidade registrada em roedores é extremamente elevada em comparação com outras drogas vulgarmente utilizadas." Dr. Paul Hornby, pesquisador de cannabis, disse que "você tem que fumar algo como 15.000 baseados em 20 minutos para obter uma quantidade tóxica de Δ9–tetraidrocanabinol". As mortes registradas decorrentes de overdose de cannabis em animais são geralmente somente após a injeção intravenosa de óleo de haxixe.
As avaliações de segurança e tolerabilidade do Sativex, um preparado farmacológico feito de canabinoides, concluíram que ele é realmente bem tolerado e útil.
Muitos estudos analisaram os efeitos de fumar cannabis no sistema respiratório. O fumo da cannabis contém milhares de compostos químicos orgânicos e inorgânicos. Esses resíduos são quimicamente semelhantes aos encontrados na fumaça do tabaco ou de cigarros. Mais de cinquenta agentes cancerígenos conhecidos foram identificados na fumaça de cannabis. Estes incluem nitrosaminas, aldeídos reativos e hidrocarbonetos policíclicos, incluindo o benzo(a)pireno. A fumaça da cannabis foi listada como um agente cancerígeno na Califórnia, em 2009. Em 2012, um relatório da British Lung Foundation identificou a fumaça da cannabis como uma substância cancerígena e também descobriu que a consciência sobre esse perigo era baixa em comparação com a alta consciência dos perigos do tabaco, especialmente entre os usuários mais jovens. Outras observações incluem o aumento do risco devido ao fato de que muitos usuários seguram a fumaça por mais tempo dentro dos pulmões. A falta de pesquisas sobre o efeito da fumaça produzida apenas pela cannabis ocorre devido à mistura de cannabis ao tabaco e ao frequente uso do tabaco comum por usuários de cannabis, à baixa taxa de dependência em relação ao tabaco e à natureza episódica do consumo de cannabis em comparação ao tabagismo. Esse estudo foi criticado pelo psiquiatra britânico David Nutt, que também é professor de neuropsicofarmacologia do Imperial College London. Em contraste com o relatório British Lung Foundation, um grande estudo de 2006 não descobriu qualquer ligação entre o uso de cannabis e o câncer de pulmão, mesmo entre fumantes crônicos, quando ajustado a vários "fatores de confusão", como o tabagismo e o uso de álcool.

#### Morte súbita
Suspeita-se que a cannabis seja um potencial, e subnotificado, fator contributivo ou causa direta em casos de morte súbita, devido à tensão que pode colocar no sistema cardiovascular. Várias mortes foram atribuídas à síndrome de hiperêmese por canabinoide.
Uma pesquisa de 16 meses dos departamentos de emergência de Oregon e Alasca, nos Estados Unidos, encontrou um registro de óbito de um adulto que havia sido internado por toxicidade aguda da cannabis.

## Variedades e linhagens
De acordo com o Escritório das Nações Unidas sobre Drogas e Crime (UNODC, na sigla em inglês), a quantidade de tetrahidrocanabinol (THC) presente em uma amostra de canábis é geralmente utilizada como medida de potência desta cannabis. Os três principais tipos de produtos derivados da cannabis são a erva, a resina (haxixe) e o óleo (óleo de haxixe). O UNODC afirma que a cannabis normalmente contém 5% de seu conteúdo composto por THC, enquanto a resina pode conter até 20% de conteúdo, e o óleo de haxixe cerca de 60%.
Um estudo publicado em 2000 no Journal of Forensic Sciences concluiu que a potência da cannabis confiscada nos Estados Unidos passou de "cerca de 3,3% em 1983 e 1984" para "4,47% em 1997." Concluiu igualmente que "outros grandes canabinoides [o canabidiol (CBD), o canabinol (CBN) e o canabicromeno (CBC)] não mostraram qualquer mudança significativa na sua concentração ao longo dos anos."

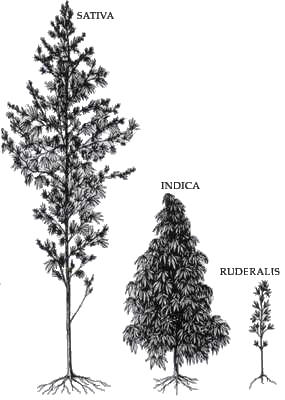
Tipos de cannabis

O Centro Nacional de Informação e Prevenção da Canábis da Austrália afirma que os 'brotos' da cannabis de sexo feminino contêm a concentração mais alta de THC, seguido pelas folhas. Os caules e as sementes têm "níveis muito mais baixos". A ONU afirma que as folhas podem conter dez vezes menos THC do que os brotos, e os caules cem vezes menos THC.
Após revisões na classificação da cannabis no Reino Unido, o governo alterou a planta para uma droga da classe C para uma de classe B. A razão disso foi o aparecimento de variedades de cannabis de alta potência. O governo contabiliza que entre 70 e 80% das amostras apreendidas pela polícia é de skunk (apesar do fato de que o skunk pode às vezes ser confundido incorretamente com todos os tipos de cannabis herbácea). Extratos como o haxixe e o óleo de haxixe normalmente contêm mais THC do que as flores de cannabis de alta potência.
Apesar de críticos apontarem que cannabis de "alta potência" poderia representar um risco para a saúde, outros observaram que os usuários desse tipo de droga facilmente aprendiam a compensar os efeitos nocivos reduzindo suas doses, beneficiando-se da redução dos efeitos colaterais de fumar, como o choque térmico ou o monóxido de carbono. Vários laboratórios analíticos que fornecem a indústria da cannabis medicinal na costa oeste dos Estados Unidos avaliaram os níveis de THC na cannabis vendida. Os níveis típicos variam entre 16 e 17%, enquanto as amostras de cannabis com menos de 10% de THC são raras. Atualmente os limites máximos de THC para folhas de cannabis cultivadas na Califórnia são de 23/25%.

### Diferença entreCannabis indicaeCannabis sativa
A Cannabis indica pode ter uma relação CBD/THC de 4 a 5 vezes maior que a Cannabis sativa. As cepas de cannabis com índices de CBD/THC relativamente altos são menos propensas a induzir à ansiedade, do que ao contrário. Isto pode acontecer devido a efeitos antagonistas do CBD nos receptores de canabinoides, em comparação ao efeito do THC agonista parcial. O CBD também é um agonista do receptor 5–HT1A, o que também pode contribuir para um possível efeito ansiolítico. Isto provavelmente significa que as altas concentrações de CBD encontrados na Cannabis indica uma significativa mitigação do efeito ansiogênico do THC. Os efeitos da sativa são bastante conhecidos por serem estimulantes, portanto essa variante é mais utilizada durante o dia como medicamento, enquanto os efeitos da indica são conhecidos por seus resultados sedativos e, portanto, ela é utilizada preferencialmente durante a noite para tratamentos medicinais.

## Produção e cultivo

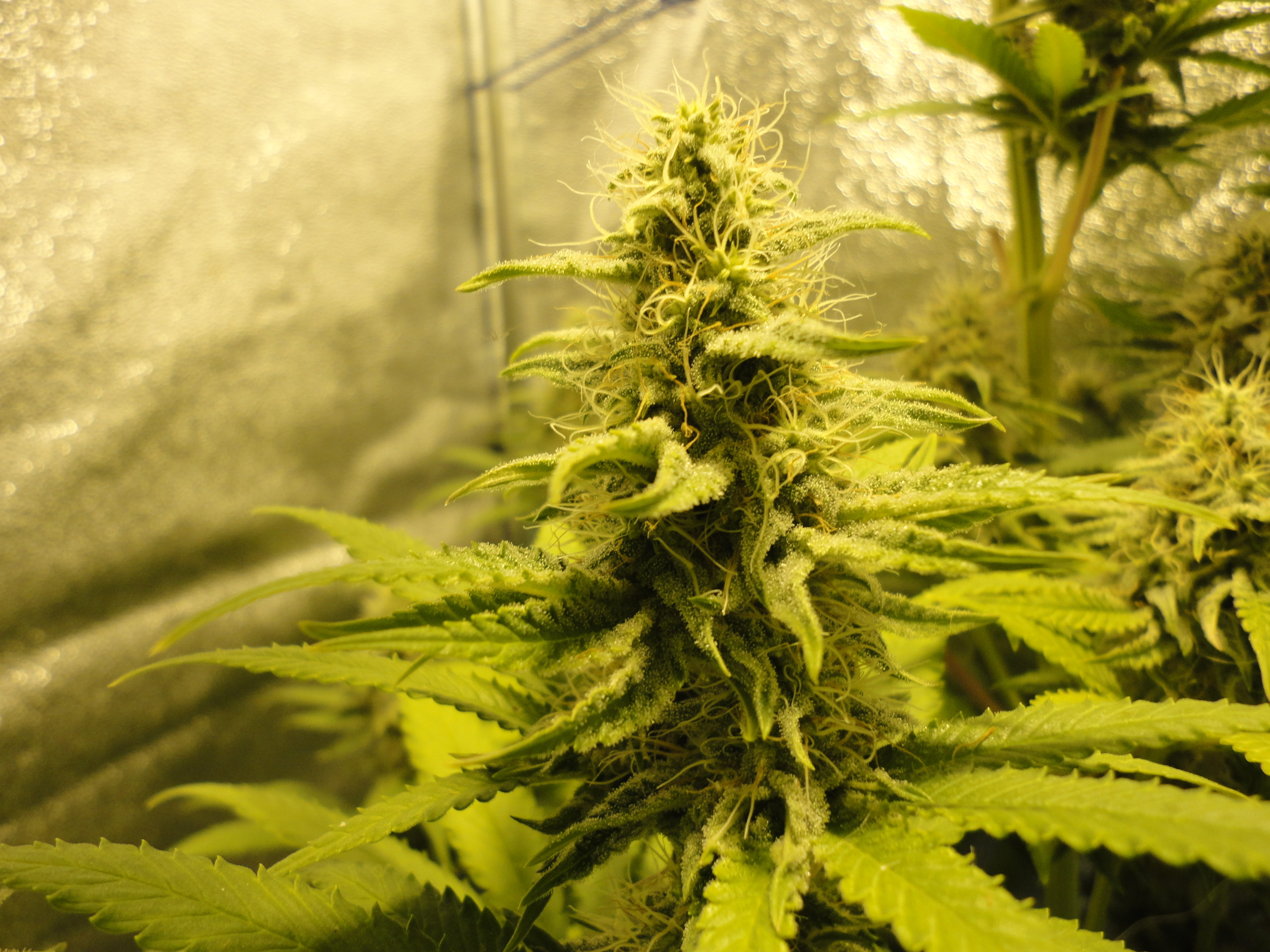
Uma planta de Cannabis fêmea e madura

Agricultores e criadores de cannabis herbácea frequentemente afirmam que os avanços na produção e nas técnicas de cultivo aumentaram a potência dos efeitos da planta desde os anos 1960 e início dos anos 1970, quando o THC foi descoberto e compreendido. No entanto, variedades potentes de cannabis sem sementes, tais como a "Thai stick", já estavam disponíveis nessa época. A Sinsemilla (espanhol para "sem semente") são as secas sem caroço, inflorescências de plantas fêmeas de cannabis.
Como a produção de THC cai depois que a polinização ocorre, as plantas masculinas (que produzem pouco THC) são eliminadas antes de lançar o pólen, justamente para impedir o processo de polinização. Técnicas de cultivo avançadas, como a hidroponia, a clonagem e a iluminação artificial de alta intensidade são métodos frequentemente empregados em resposta (em parte) aos esforços de aplicação da proibição legal, que torna o cultivo ao ar livre mais arriscado. É frequentemente citado que os níveis médios de THC na cannabis vendida nos Estados Unidos aumentaram drasticamente entre os anos 1970 e 2000, mas tais declarações são provavelmente distorcidas por causa do peso excessivo dado a amostras muito mais caras e potentes, mas menos frequentes.
O nível médio de THC em coffeeshops nos Países Baixos é de 18 a 19%, mas novas regras adotadas pelo governo do pais em 2011 obrigam que o teor de THC na cannabis vendida nos cafés tenha um teto de 15%, indicando que as amostras de cannabis com mais de 15% de THC serão reclassificadas como uma droga pesada. Essas novas regras entraram em vigor em 2012.

### Preço
O preço ou o valor de mercado da cannabis varia de acordo com a área geográfica e com a potência da droga. Nos Estados Unidos, a cannabis é a quarta maior cultura agrícola do país e a primeira (ou segunda) em muitos estados, como Califórnia, Nova York e Flórida, onde a planta é comercializada com um valor médio de 3 000 dólares por libra (equivalente a aproximadamente 0,45 quilograma). O Escritório das Nações Unidas sobre Drogas e Crime afirmou no Relatório Mundial sobre Drogas de 2008 que os preços típicos de varejo da droga nos Estados Unidos variam entre dez e quinze dólares por grama. Na América do Norte como um todo, o valor de mercado da cannabis' varia entre 150 a 400 dólares por onça (equivalente a aproximadamente 28 gramas), dependendo da qualidade.
Estima-se que o cultivo e o comércio de cannabis movimentem um mercado de 36 bilhões de dólares, sendo que a maior parte do dinheiro não é gasto no cultivo ou na produção, mas no contrabando e no fornecimento para os compradores. Os relatórios do Observatório Europeu da Droga e da Toxicodependência mostram que os preços típicos de varejo na Europa para a cannabis variam de dois a quatorze euros por grama, sendo que na maioria dos países europeus a mesma quantidade da planta é comercializada com valor entre quatro e dez euros.

## Manipulação

### Formas
| Formas de manipulação | Formas de manipulação |
| Composto              | Descrição |
| --------------------- | --- |
| Folhas e flor         | Os termos maconha, erva, liamba ou marijuana referem-se às folhas secas das plantas Cannabis e às flores das plantas femininas. Este é o modo mais amplo de consumir-se cannabis. Contém um teor de THC que pode variar de 3% até 22%; em contrapartida, a Cannabis utilizada para produzir linhagens industrais de cânhamo contém menos de 1% do THC. |
| Kief                  | O kief é feito a partir de tricomas (incorretamente referidas muitas vezes como "pólen"), retiradas das folhas e flores das plantas Cannabis. Kief também pode ser compactado para produzir uma forma de haxixe, ou consumido em forma de pó. |
| Haxixe                | O haxixe é uma resina concentrada, produzida a partir das plantas fêmeas da canábis. O haxixe é mais forte do que as folhas secas e pode ser fumado ou mastigado. A cor varia entre preto e dourado escuro. |
| Óleo de haxixe        | O óleo de haxixe é um óleo essencial extraído das plantas Cannabis por meio da utilização de diversos solventes. Possui uma elevada proporção de canabinoides (variando entre 40-90%). |
| Tintura               | Canabinoides podem ser extraídos da matéria vegetal da cannabis para criar uma tintura, muitas vezes referida como Green Dragon. |
| Infusões              | Existem muitas variedades de infusões de cannabis devido à variedade de solventes não voláteis utilizados. O material vegetal é misturado com o solvente e, em seguida, prensado e filtrado para expelir os óleos da planta para o solvente. Exemplos de solventes utilizados neste processo são a manteiga de cacau, manteiga de leite, óleo de cozinha, glicerina e hidratantes da pele. Dependendo do solvente, estes podem ser utilizados em alimentos de cannabis ou aplicados topicamente. |

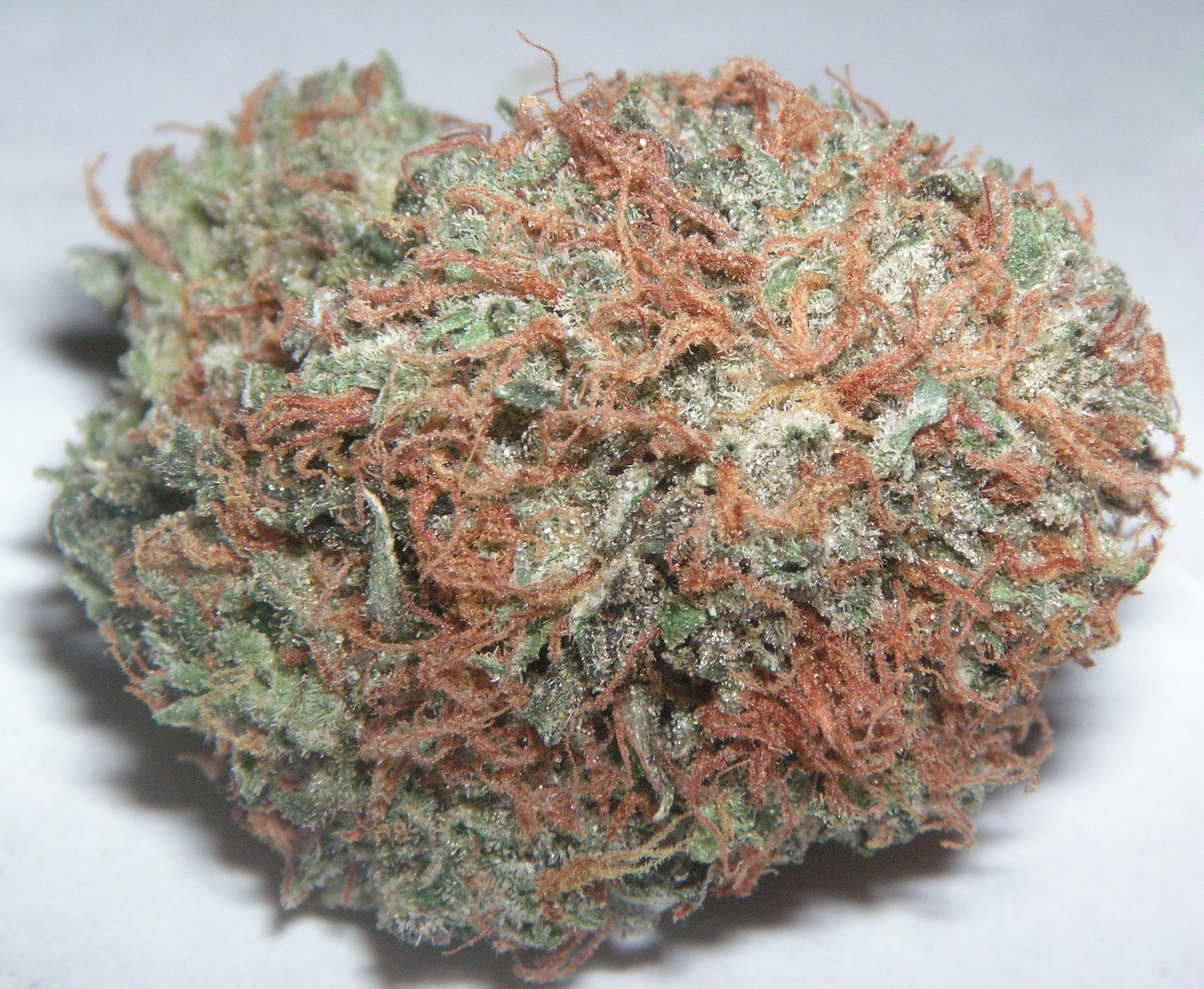
Flor seca
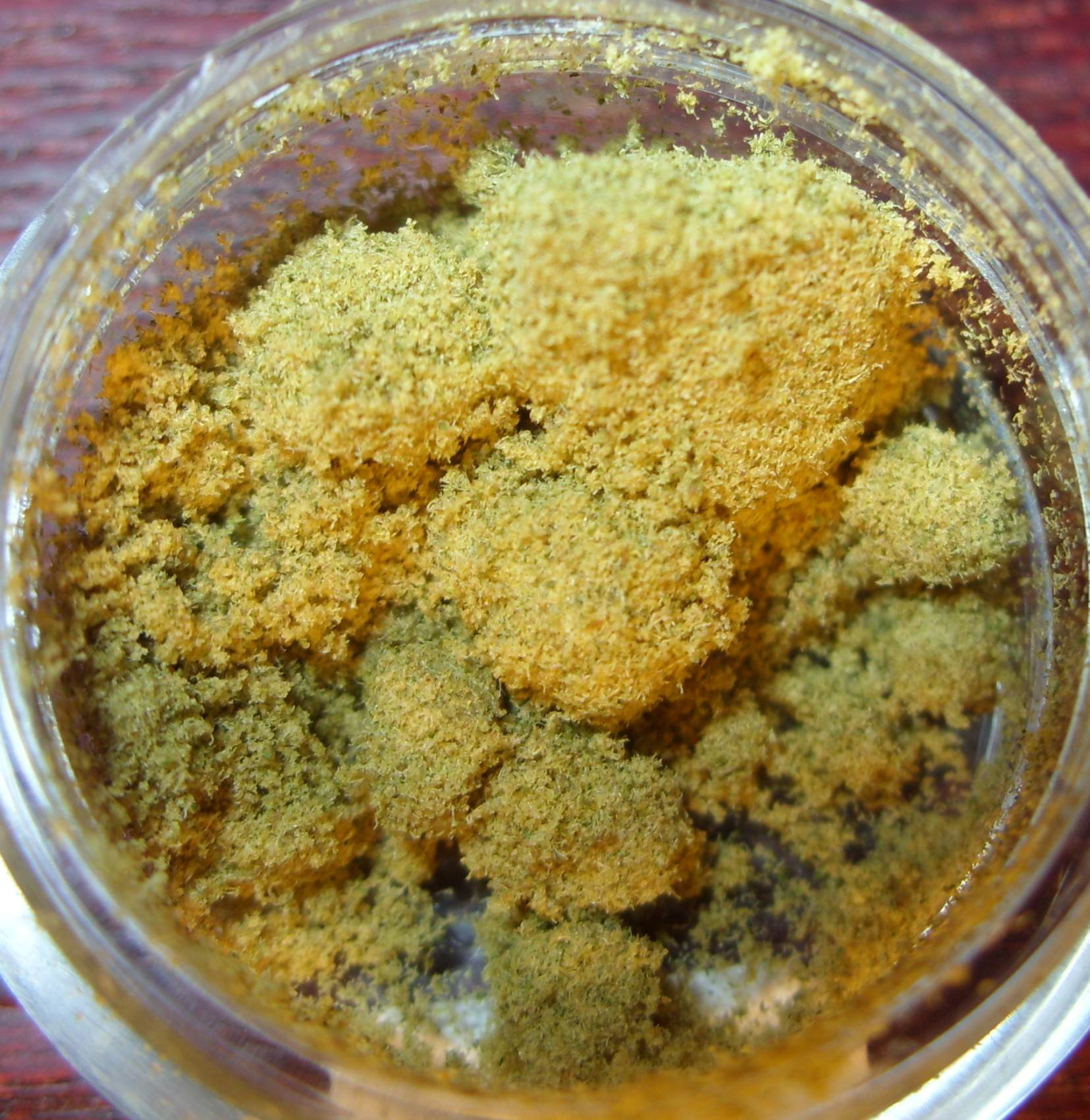
Kief
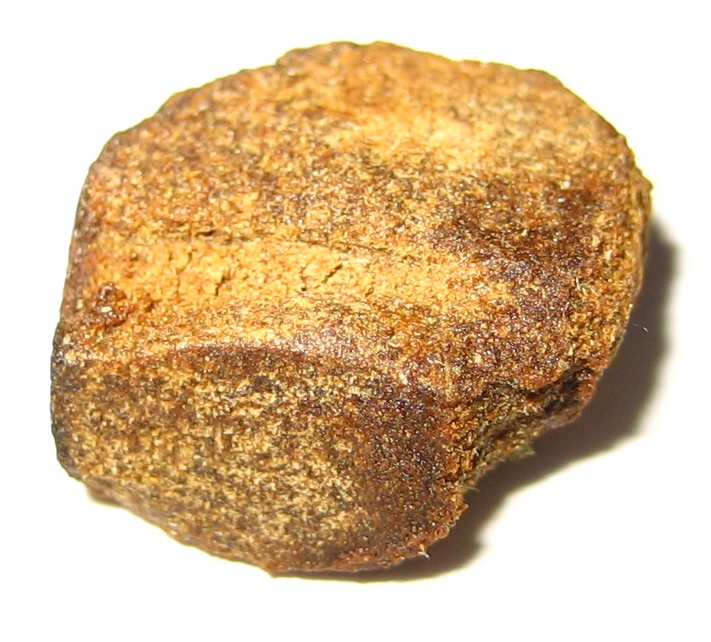
Haxixe
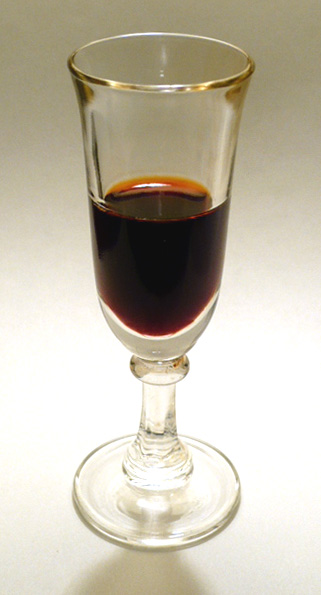
Green Dragon (tintura)
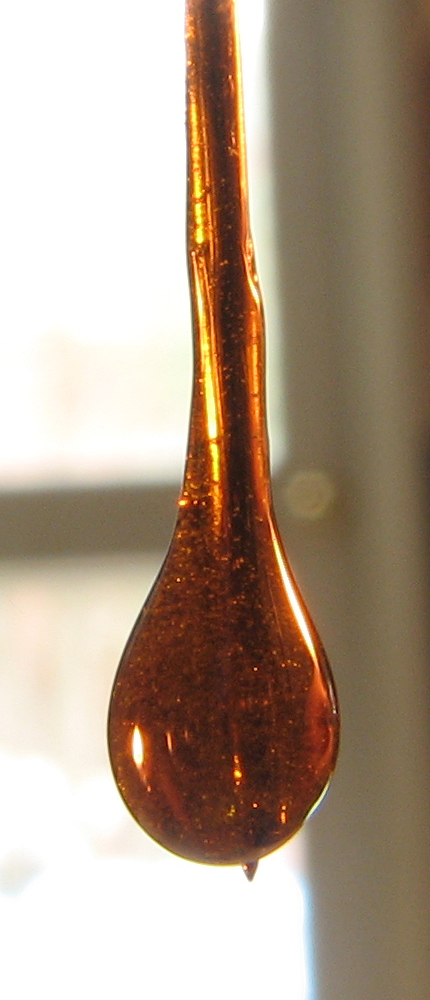
Óleo de haxixe
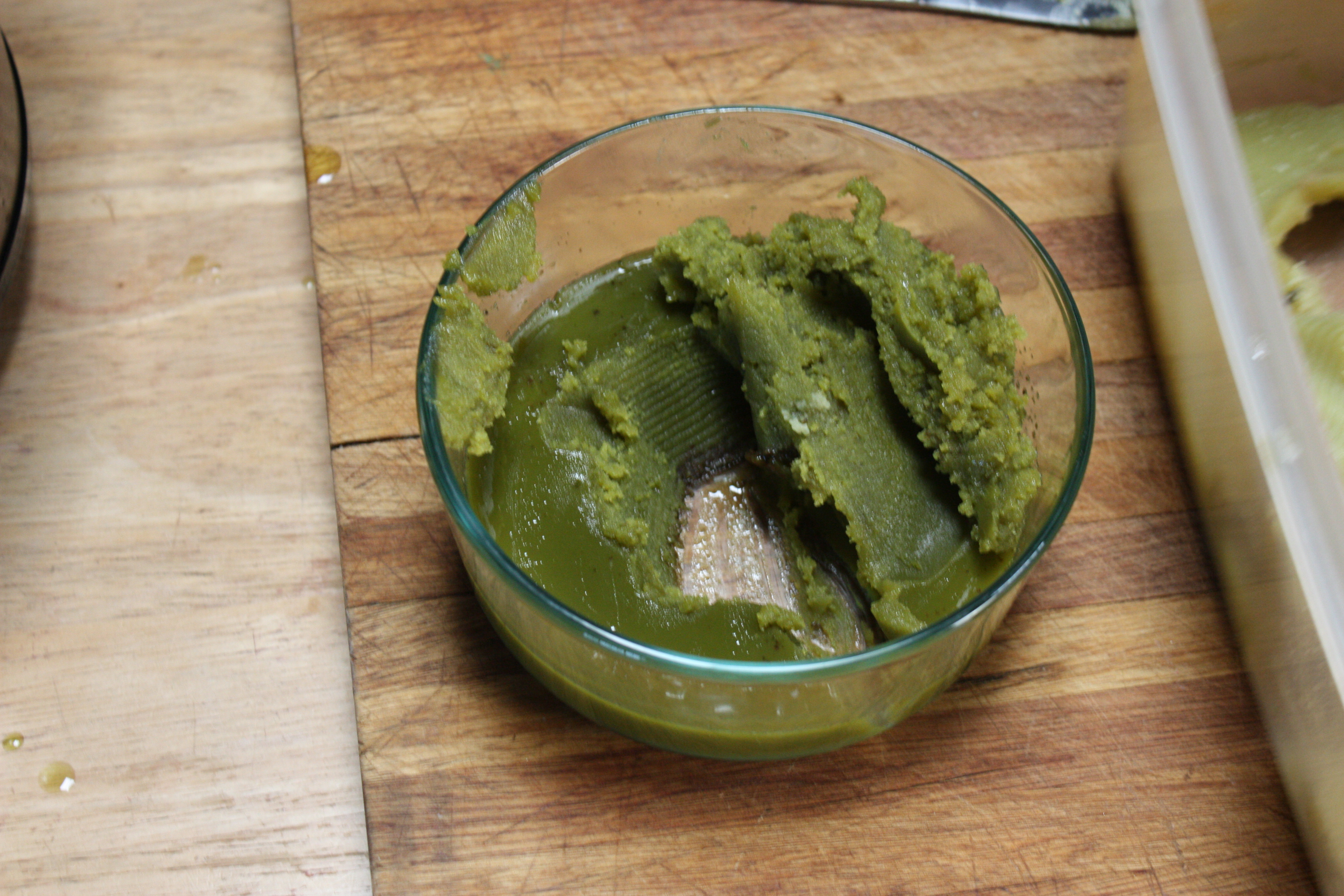
Infusão (manteiga)
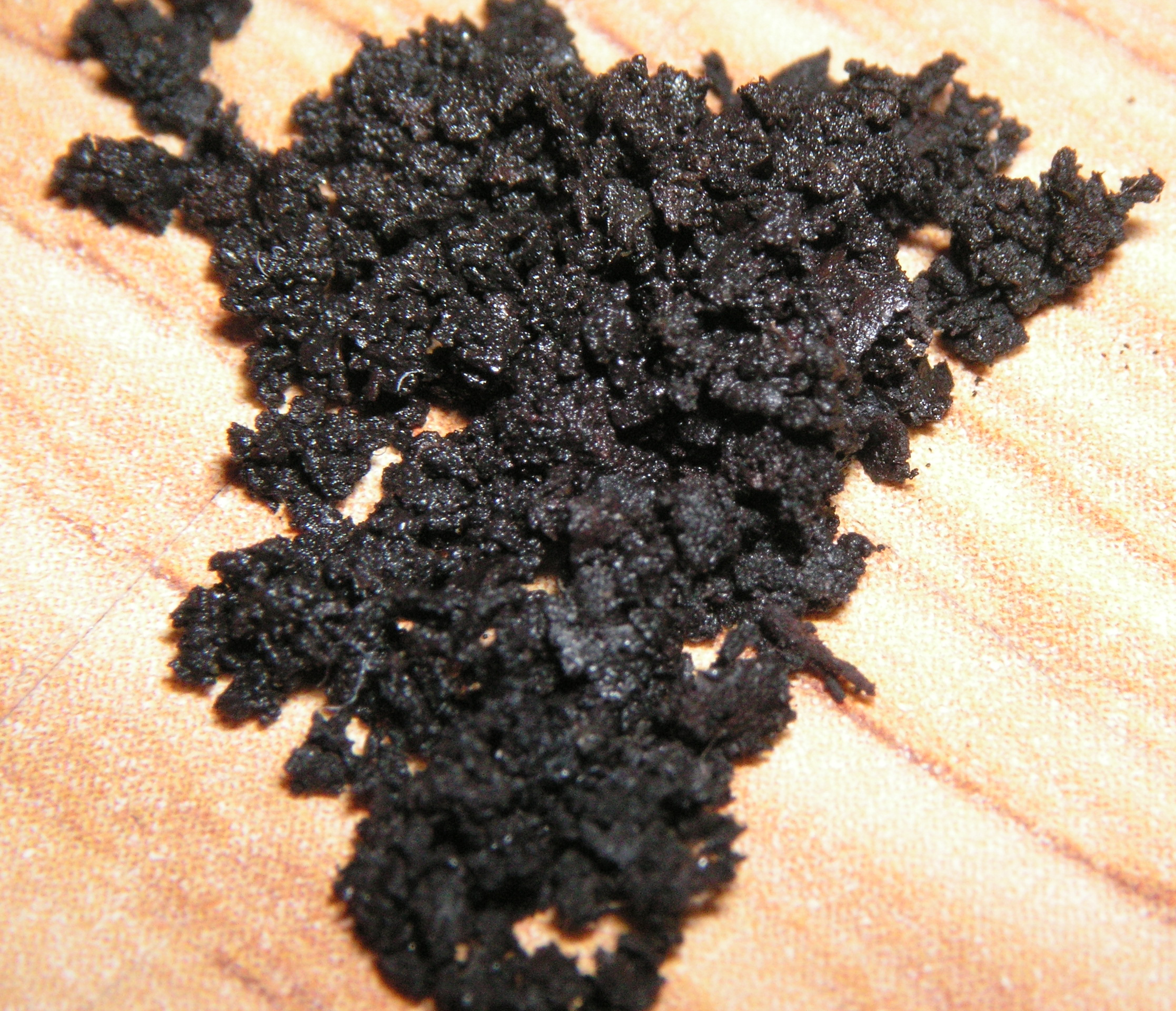
Resina

### Adulterações
É menos comum a presença de adulterantes, os chamados agentes de corte, na cannabis do que em outras drogas. Giz (nos Países Baixos) e partículas de vidro (no Reino Unido) têm sido utilizados para adulterar a aparência das flores. O uso de chumbo para aumentar o peso dos produtos de haxixe na Alemanha provocou intoxicações com chumbo em pelo menos 29 usuários. Nos Países Baixos, foram encontrados dois similares químicos do sildenafil (Viagra) em cannabis adulterada.
De acordo com os sites "Talk to FRANK" e "UKCIA", o Soap Bar, "talvez o tipo mais comum de haxixe no Reino Unido", foi analisado e nele encontrado "na pior das hipóteses" terebintina, tranquilizantes, betume, hena e fezes de animais, entre várias outras coisas. Um pequeno estudo de cinco amostras de Soap Bar apreendidas pela Alfândega do Reino Unido, em 2001, detectou uma enorme adulteração por muitas substâncias tóxicas, incluindo o petróleo, cola de motor e fezes de animais.

## Consumo

### Métodos
A cannabis pode ser consumida de diferentes maneiras:
- fumo: envolve inalar canabinoides vaporizados ("fumaça") por meio de baseados, cachimbos, bongs (versão portátil do narguilé com câmara de água), entre outras formas de queima da erva.[196]
- vaporizador: um mecanismo que aquece a cannabis herbácea a 166–191 °C, fazendo com que os ingredientes ativos da planta se transformem em vapor, sem queimar o material da planta (o ponto de ebulição do THC é 199,1 °C a 760 mmHg de pressão).[197]
- Chá de cannabis: tem concentrações relativamente pequenas de THC porque o THC é um óleo (lipofílico) e é apenas levemente solúvel em água (com uma solubilidade de 2,8 mg por litro).[198] O chá de cannabis é feito adicionando primeiro uma gordura saturada na água quente (por exemplo, creme ou qualquer leite, exceto desnatado) com uma pequena quantidade de cannabis.[199]

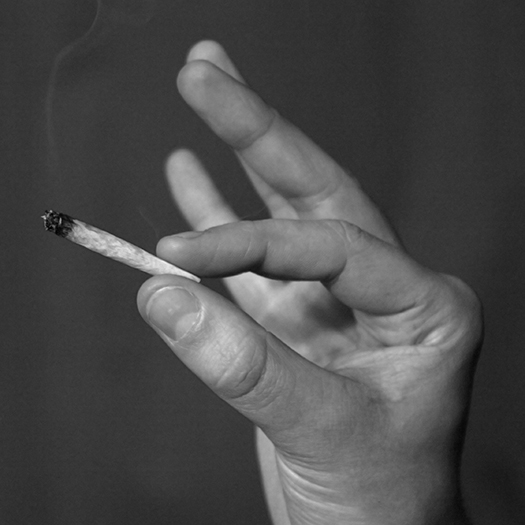
Baseado (cigarro artesanal de cannabis)
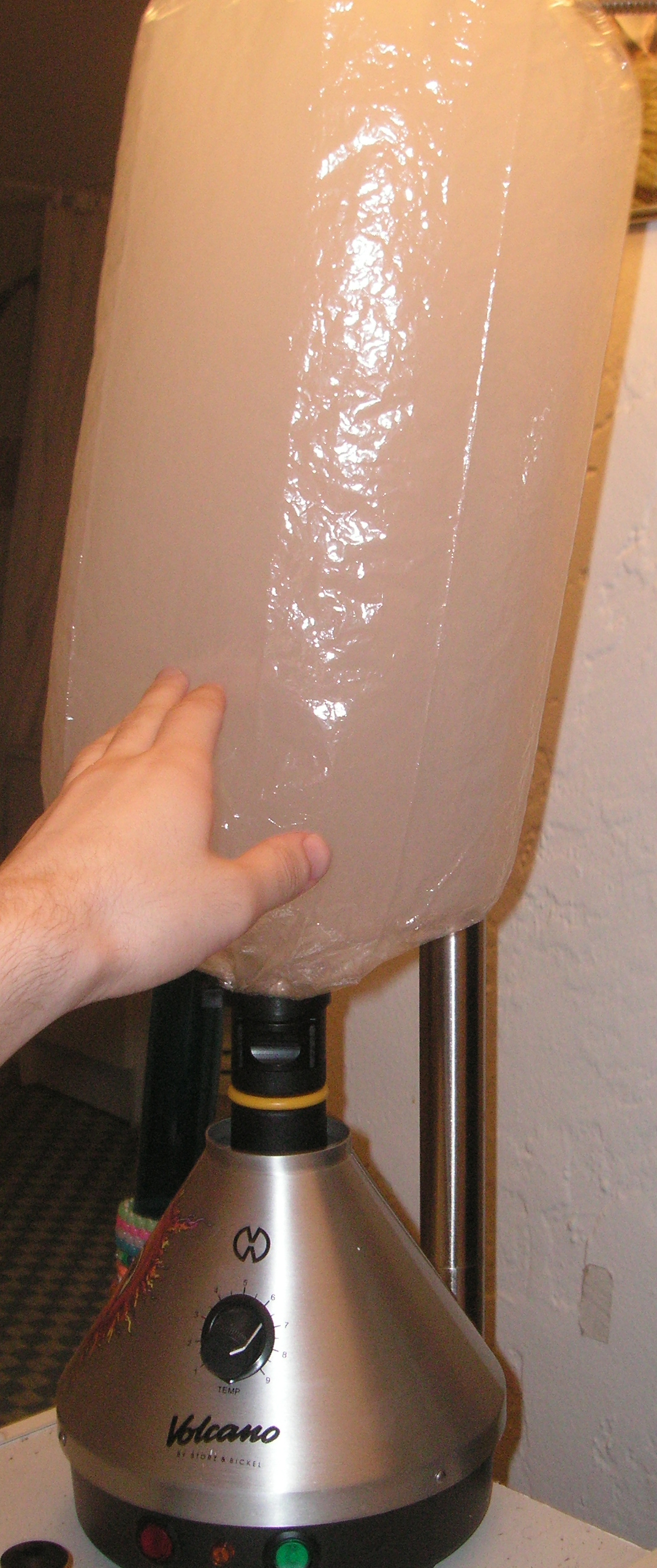
Vaporizador da marca Volcano
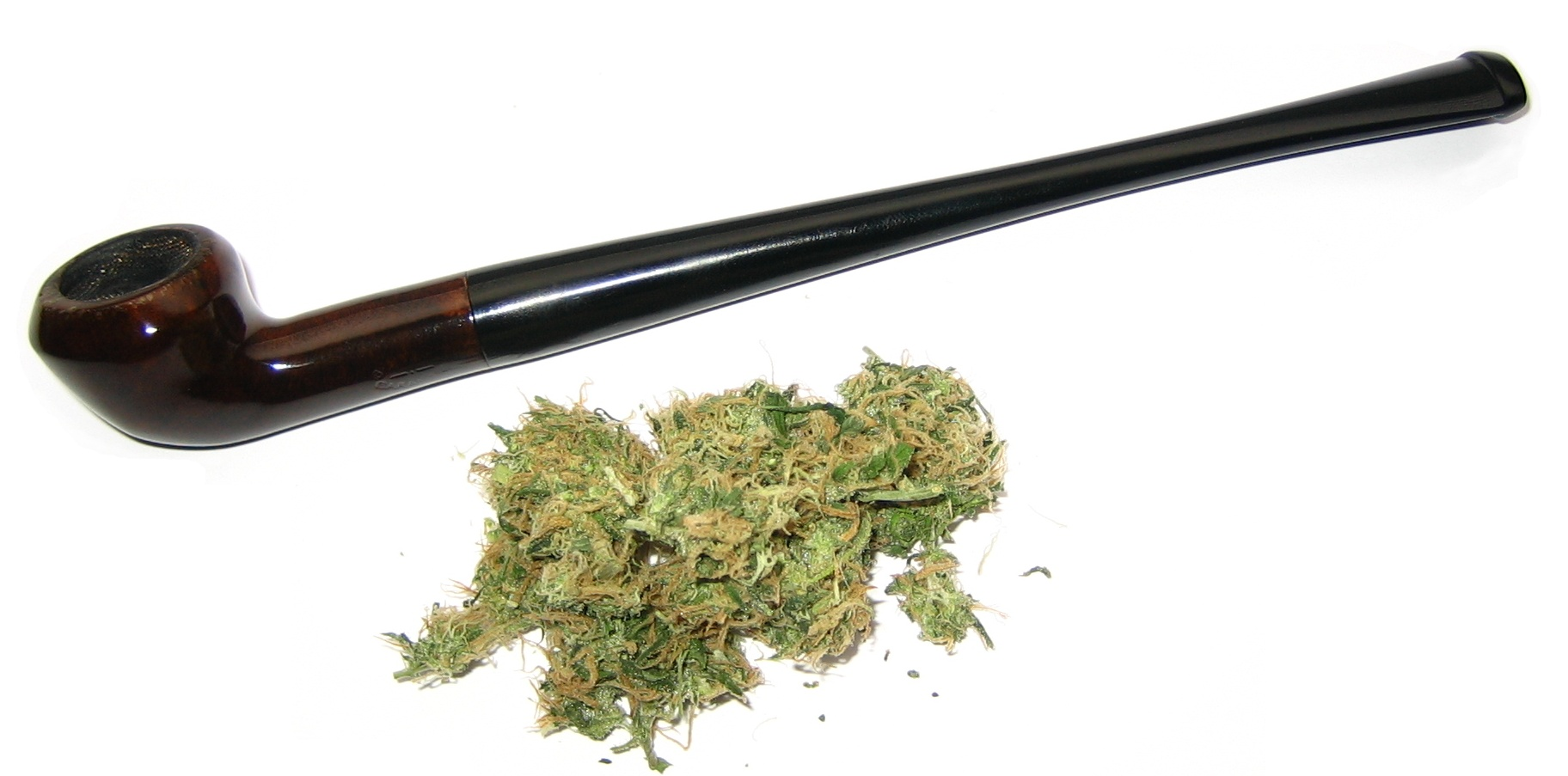
Cachimbo para fumo de cannabis
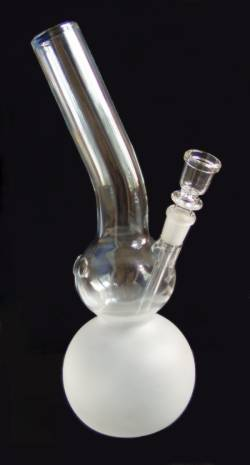
Bong de vidro temperado com cilindro anatômico
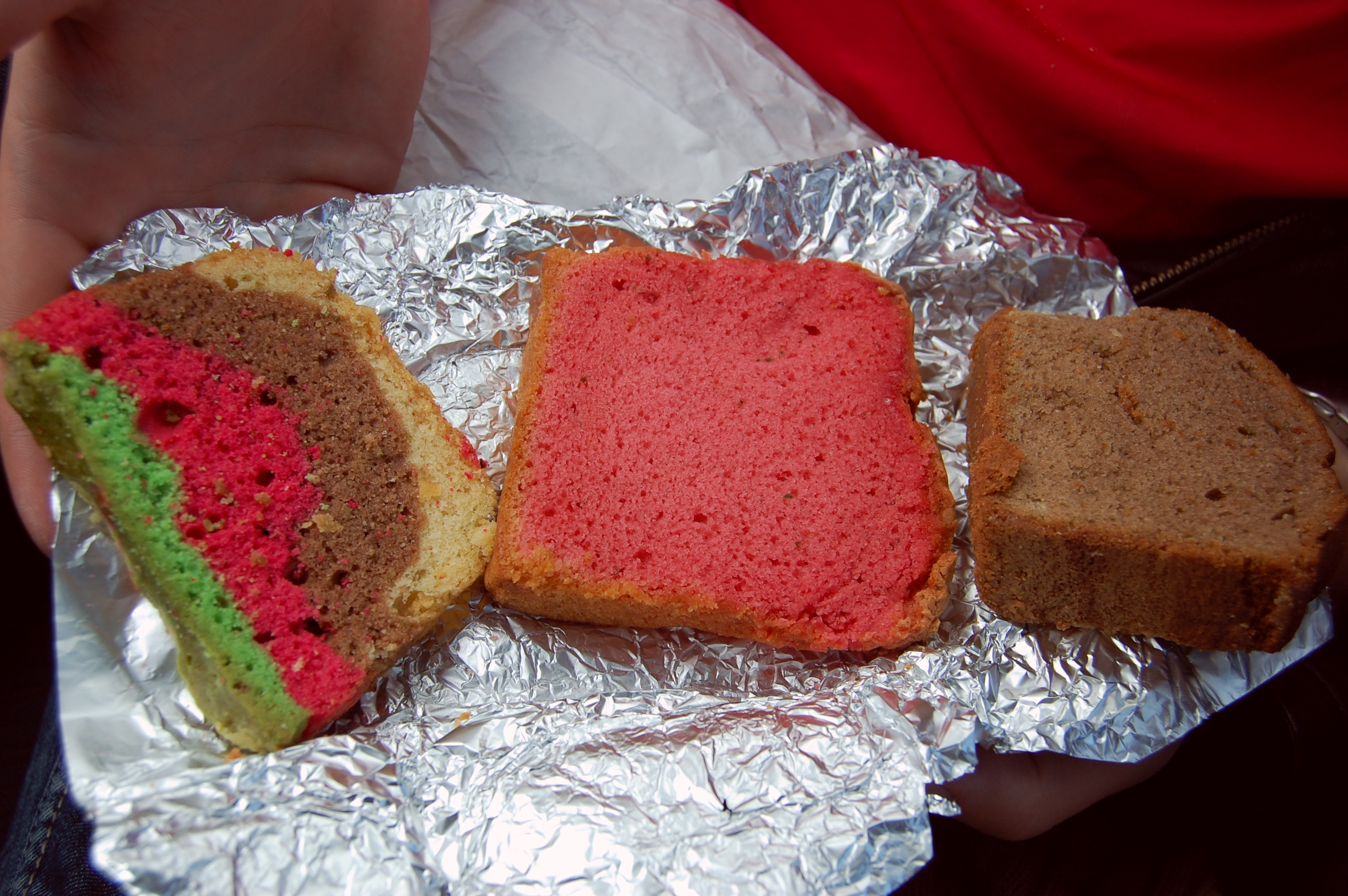
Brownies de haxixe

### Mecanismo de ação

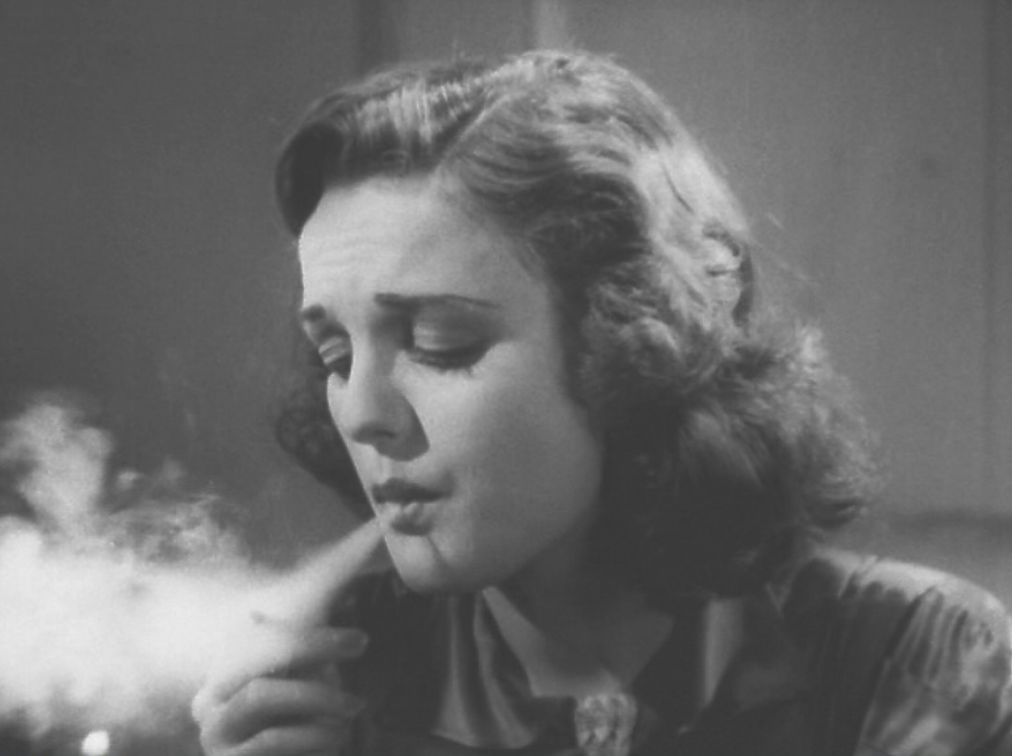
A atriz Dorothy Short exalando fumaça em Reefer Madness, um filme norte-americano de propaganda anticannabis de 1936

A elevada solubilidade lipídica dos canabinoides resulta na sua persistência no corpo por longos períodos de tempo. Mesmo depois de uma única administração de THC, níveis detectáveis dessa substância podem ser encontrados no corpo por uma semana (ou mais, dependendo da quantidade administrada e a sensibilidade do método de avaliação). Pesquisadores sugerem que este é um fator importante no efeito da cannabis, talvez porque os canabinoides podem acumular-se no corpo, especialmente nas membranas lipídicas dos neurônios.
Até o final do século XX, os mecanismos de ação específicos do THC no nível neuronal não foram estudados. Os pesquisadores confirmaram posteriormente que o THC exerce os seus efeitos mais proeminentes por meio da ação em dois tipos de receptores canabinoides — receptor CB1 e receptor CB2 — os quais são receptores acoplados à proteína G. O CB1 é encontrado principalmente no cérebro, assim como em alguns tecidos periféricos, enquanto o receptor CB2 é encontrado principalmente em tecidos periféricos, mas também é observado em células neurogliais. O THC parece alterar o humor e a cognição por meio das suas ações sobre as agonistas de receptores CB1, que inibem um sistema mensageiro secundário (adenilato ciclase) de um modo dependente da dose administrada. Estas ações podem ser bloqueadas pelo antagonista seletivo do receptor CB1, o SR141716A (rimonabanto), que tem sido demonstrado em ensaios clínicos como sendo um tratamento eficaz contra o tabagismo, perda de peso e como um meio de controlar ou reduzir os fatores de risco da síndrome metabólica. No entanto, devido ao efeito disfórico de antagonistas CB1, esta droga é muitas vezes interrompida devido a estes efeitos colaterais.
Através da ativação do CB1, o THC indiretamente aumenta a liberação de dopamina e produz efeitos psicotrópicos. O canabidiol também atua como um modulador alostérico dos receptores opioides mu e delta. O THC também potencia os efeitos dos receptores de glicina.

### Detecção de consumo
O THC e seu principal metabolito (inativo), o THC-COOH, pode ser medido no sangue, urina, cabelo, fluido oral ou no suor usando técnicas cromatográficas como parte de um programa de testes de uso de drogas ou de uma investigação forense de narcotráfico ou outro tipo de crime. As concentrações obtidas nessas análises, muitas vezes, podem ser úteis em distinguir o uso ativo da exposição passiva, o tempo decorrido desde o uso e a extensão ou duração do uso. Estes resultados não podem, no entanto, distinguir se é cannabis autorizada para fins médicos ou não autorizada, para fins recreativos. Imunoensaios comerciais de canabinoides, muitas vezes empregados como método de triagem inicial quando o teste de amostras fisiológicas para a presença de cannabis, têm diferentes graus de reatividade cruzada com o THC e com os seus metabolitos. A urina contém predominantemente THC-COOH, enquanto o cabelo, fluido oral e suor contêm principalmente THC. O sangue pode conter ambas as substâncias, com as quantidades relativas dependentes da recenticidade e da medida de utilização.
O teste Duquenois Levine é comumente utilizado como teste de triagem, mas não pode confirmar definitivamente a presença de cannabis, já que uma grande variedade de substâncias pode resultar em falsos positivos. Em 2011, pesquisadores da Faculdade John Jay de Justiça Criminal informaram que os suplementos de zinco na dieta podem mascarar a presença de THC e de outras drogas na urina. Reivindicações similares foram feitas em fóruns na web sobre o assunto.

## Legalidade

Legalização da cannabis no mundo:
Legal
Ilegal mas descriminalizada
Ilegal mas não posto em prática
Ilegal

Estatuto legal da cannabis para uso medicinal
----
Legal para uso recreativo
Legal para uso médico
Ilegal

Desde o início do século XX, a maioria dos países promulgaram leis contra o cultivo, a posse ou a transferência de cannabis. Estas leis impactaram negativamente o cultivo da planta de cannabis para fins não recreativos, mas há muitas regiões onde, em certas circunstâncias, a manipulação da planta é legal ou licenciada. Muitos países têm diminuído as penas para o porte de pequenas quantidades de cannabis, para que ele seja punido pela apreensão e multa, em vez de prisão, concentrando-se mais sobre aqueles que traficam a droga no mercado negro. Em algumas áreas onde o uso da cannabis tem sido historicamente tolerado, algumas novas restrições foram postas em prática, tais como o fechamento de cafés de cannabis perto de escolas secundárias e das fronteiras dos Países Baixos.
Algumas jurisdições usam programas gratuitos e voluntários de tratamento de voluntários e/ou programas de tratamento obrigatório para usuários frequentes conhecidos. A simples posse pode levar a longas penas de prisão em alguns países, como Tailândia, Singapura e Taiwan, onde a venda de cannabis pode levar a penas de prisão perpétua ou mesmo de execução.
Mais recentemente, porém, surgiram muitos partidos políticos, organizações sem fins lucrativos e movimentos sociais que buscam a legalização da cannabis medicinal e/ou a legalização total da planta (com algumas restrições). Em 6 de dezembro de 2012, o estado de Washington, nos Estados Unidos, se tornou o primeiro estado norte-americano a legalizar a cannabis oficialmente em uma lei estadual (mas ainda ilegal por lei federal). O estado do Colorado também aprovou uma legislação semelhante logo depois. Em 1 de janeiro de 2013, um "clube" privado para fumar cannabis (no entanto, sem compra ou venda) foi autorizado pela primeira vez no Colorado. Um ano depois, em 1 de janeiro de 2014, o estado tornou-se o primeiro lugar do mundo a vender cannabis diretamente aos consumidores em estabelecimentos legais dedicados apenas a este comércio.
No entanto, a Suprema Corte da Califórnia decidiu, em maio de 2013, que governos locais podem proibir dispensários de cannabis medicinal, apesar de uma lei do estado permitir o uso de cannabis para fins medicinais. Pelo menos 180 cidades em toda a Califórnia e da área da baía de São Francisco aprovaram proibições nos últimos anos.

### Uruguai
Em julho de 2012, o governo do presidente José Mujica anunciou planos de venda de cannabis controlada pelo Estado, de maneira a combater os crimes do tráfico de droga e por questões de saúde. O governo declarou que pediria aos líderes globais que fizessem o mesmo. A revista TIME publicou um artigo considerando que a proposta uruguaia de legalizar a venda, fazendo do governo seu único vendedor, refletia a urgente necessidade mundial de encontrar novas e pacíficas soluções para a guerra contra as drogas. O vencedor do Prêmio Nobel de Literatura Mario Vargas Llosa considerou a decisão "corajosa". Outras publicações políticas expressaram sua admiração pelo passo dado pelo presidente Mujica.
O plano de Mujica consistia em permitir o cultivo particular não comercial da planta e assim garantir licenças para fazendeiros profissionais a produzirem em larga escala. O plano incluía um sistema de registro do usuário, com o pagamento de uma taxa, e um controle de qualidade, tudo coordenado por um departamento do governo que monitora os setores de álcool, tabaco e medicamentos. Com um mercado consumidor mensal de cerca de 70 mil pessoas no país, o governo acreditava que o país deveria produzir mais de 2 mil quilos da planta a cada mês. Mujica também declarou: "o Uruguai quer fazer uma contribuição à Humanidade legalizando a marijuana mas voltará atrás se a "experiência não der certo."
Em 31 de julho de 2013, a Câmara de Representantes, a câmara baixa da Assembleia Geral do Uruguai, aprovou um projeto de lei para legalizar e regular a produção e venda de cannabis e enviou-o ao Senado. O projeto foi aprovado por 50 votos, o mínimo requerido de um total de 99 deputados, com todos os deputados do partido do governo, a Frente Ampla, votando a favor e os deputados da oposição votando contra. O projeto foi enviado à Comissão de Saúde do Senado, onde foi novamente aprovado e dali para a votação integral do Senado uruguaio. Em 10 de dezembro de 2013, o cultivo, produção e venda da cannabis foi aprovado pelo Senado por 16–13, tornando o país pioneiro mundial na legalização da droga.

### Restrição a pesquisas
Pesquisas científicas sobre a cannabis são um desafio, já que a planta é ilegal na maioria dos países. Amostras da droga para fins científicos são difíceis de obter, a não ser se forem concedidas sob a autorização de governos nacionais.
A cannabis disponível para pesquisas científicas nos Estados Unidos é cultivada na Universidade do Mississippi e controlada exclusivamente pelo National Institute on Drug Abuse (NIDA), que tem poder de veto sobre a Food and Drug Administration (FDA) para definir protocolos permitidos. Desde 1942, quando a cannabis foi removida da United States Pharmacopeia e foi proibida de ser utilizada para fins médicos, não houve financiamentos privados para projetos de produção de cannabis legalizada (sob lei federal). Isso resultou em uma quantidade limitada de pesquisas que podem ser feitas e, possivelmente, em cannabis produzida pelo NIDA, que foi acusada de ser de muito baixa potência e de qualidade inferior.
A Multidisciplinary Association for Psychedelic Studies (MAPS), em conjunto com o professor Lyle Craker, PhD, diretor do Programa de Plantas Medicinais da Universidade de Massachusetts em Amherst, tentou oferecer cannabis cultivada de forma independente e de qualidade mais apropriada para estudos aprovados pelo FDA, mas encontrou resistência do NIDA, do Office of National Drug Control Policy (ONDCP) e da Drug Enforcement Administration (DEA), do governo dos Estados Unidos.

## Impacto cultural
A subcultura canábica é uma das subculturas relacionadas a drogas mais predominantes e tem sido responsável por produções literárias, musicais e pelo surgimento do gênero cinematográfico conhecido como stoner films, que tem sido aceito como um movimento parte do cinema mainstream.

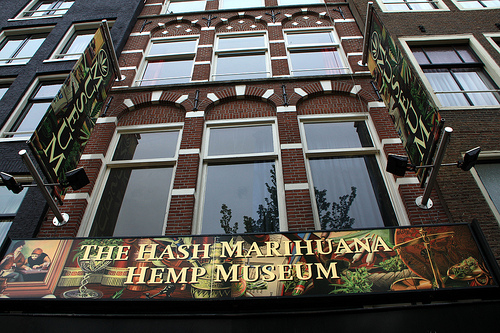
Fachada do Museu da Cannabis em Amsterdã, nos Países Baixos

A cultura da cannabis também gerou suas próprias celebridades (como Cheech & Chong e Terence McKenna) e revistas (como a Cannabis Culture e a High Times), além de seu próprio feriado em 20 de abril, que se transformou em um dia de eventos pela legalização da erva e que se tornou relacionado ao famoso termo "4/20" (20 de abril em inglês), que tem uma presença notável dentro desta subcultura.
Para os membros do movimento rastafári, fumar cannabis é um ato espiritual, muitas vezes acompanhado pelo estudo da Bíblia, pois eles a consideram um sacramento que limpa o corpo e a mente, cura a alma, exalta a consciência, facilita a tranquilidade, traz prazer e leva-os mais perto de Jah (forma abreviada do nome Jeová). Eles costumam queimar a erva quando existe a necessidade de uma visão de Jah. A cannabis continua sendo ilegal na Jamaica (país onde surgiu o movimento) e em grande parte do mundo, o que causa forte atrito entre os "rastas" e as sociedades modernas. Por volta do século VIII, a cannabis foi introduzida por comerciantes árabes na África Central e Austral, onde é conhecida como "dagga" e muitos rastas dizem que o uso da planta é uma parte de sua cultura africana que eles estão reivindicando. Às vezes, a planta também é referida como "a cura da nação", uma frase adaptada do versículo 2, do capítulo 22 do livro do Apocalipse. De acordo com muitos rastas, a ilegalidade da cannabis em muitos países é uma evidência de que a perseguição ao movimento é uma realidade. Eles também não se dizem surpresos pelo fato de a erva ser ilegal, já que a consideram-na uma poderosa substância que abre a mente das pessoas para a verdade — algo que o "sistema babilônico" claramente não quer que aconteça. Os integrantes do movimento rastafári contrastam a cannabis com o álcool e outras drogas que eles consideram que destroem a mente.